# Nápoles
Nápoles (en italiano: Napoli /ˈnaːpoli/ (escucharⓘ); en napolitano: Napule /ˈnɑːpələ/) es la ciudad más poblada del sur de Italia, capital de la ciudad metropolitana homónima y de la región de Campania. Es el tercer municipio italiano por población, teniendo 955,428 habitantes que, unidos a los de la ciudad metropolitana, se elevan a más de tres millones. Está situada a medio camino entre el Vesubio y otra área volcánica, los Campos Flégreos. Nápoles también desempeña un papel clave en la diplomacia y cooperación internacional, ya que alberga el Allied Joint Force Command Naples de la OTAN y, principalmente debido a su histórica vocación global, la Asamblea Parlamentaria del Mediterráneo (PAM).
Fundada por los habitantes de Cumas en el siglo VIII a. C., fue una floreciente polis de la Magna Grecia y luego importante ciudad romana hasta la caída del Imperio. A partir de la Edad Media, se convirtió en capital de un ducado autónomo bizantino, del Reino de Nápoles bajo 
diferentes dinastías y, finalmente, del Reino de las Dos Sicilias bajo una rama local de los Borbones hasta la Unificación de Italia. En el siglo XX, durante la etapa fascista y en la reconstrucción subsiguiente a la Segunda Guerra Mundial, se edificó gran parte de la periferia. En las últimas décadas, Nápoles se ha dotado de un distrito financiero con rascacielos, el llamado Centro Direzionale di Napoli, e infraestructuras como el tren de alta velocidad hacia Roma y Salerno, además de contar con una red de metro en proceso de expansión.
Tiene una enorme riqueza histórica, artística, cultural y gastronómica, lo que llevó a la Unesco a declarar su centro histórico Patrimonio de la Humanidad. Además, en 1997 el Miglio d'oro, que atraviesa los barrios orientales de Nápoles, fue declarado reserva de la biosfera por la Unesco.
Sede de la universidad laica y estatal más antigua del mundo, fue entre los protagonistas del Humanismo y de la Ilustración. La ciudad dio origen a una escuela musical propia, a una canción de fama mundial y una forma distintiva de teatro; en ella se desarrollaron movimientos arquitectónicos y pictóricos originales, como el Renacimiento napolitano, el barroco napolitano, el caravaggismo, la escuela de Posillipo y el liberty napolitano, además de artes menores como la porcelana de Capodimonte o el pesebre napolitano. Su peculiar tradición culinaria incluye alimentos que asumen un papel de ícono global, como la pizza napolitana; el arte de sus pizzaioli fue declarada Patrimonio cultural inmaterial de la Humanidad por la Unesco.

## Elementos identitarios

### Toponimia
Nápoles se construyó a unos metros de una ciudad existente, "Parténope" o "Palépolis" (ciudad vieja). En la mitología griega Parténope era la menor de las tres sirenas que desde las rocas de Capri intentaron con sus cantos seducir a Odiseo, quien se ató al mástil de su barco consiguiendo así ser de los pocos mortales en disfrutar de los bellos cantos sin morir ahogado después. La sirena, desesperada, se ahogó de pena y su cuerpo llegó a la costa de la ciudad vieja. Los colonos griegos sin embargo, prefirieron un área cercana que bautizaron como Νέα Πόλις o Νεάπολη (Neápolis), la ciudad nueva. Más tarde el término en napolitano pasó a pronunciarse Napule y en italiano, Napoli.

### Símbolos
El escudo de la ciudad de Nápoles consiste en un escudo samnita dividido por mitad en dos campos, el superior de color oro y el inferior de color rojo. Se encuentra timbrado con una corona mural. Sus orígenes se pierden en la leyenda: según una antigua tesis, los dos colores simbolizan al sol y a la luna, cultos muy presentes en la era greco-romana de la ciudad.
El confalón está cortado de oro y rojo, cargado con el escudo municipal, con la inscripción en oro «Comune di Napoli», y decorado con la medalla de oro al valor militar, por los sacrificios de la población y por las actividades en la resistencia antifascista durante la revuelta conocida como «Los Cuatro Días de Nápoles».
La bandera deriva directamente del escudo, así que tiene la misma composición, menos que la línea de partición es vertical en lugar de horizontal, siendo oro al asta y roja al batiente.

## Geografía física
Las características principales del relieve son el golfo de Nápoles y el cordón montañoso a los alrededores de la ciudad, donde está el monte Vesubio.

### Clima
Nápoles tiene un clima de transición entre el clima mediterráneo (Csa) y el clima subtropical húmedo (Cfa) según la clasificación climática de Köppen, porque solo dos meses de verano tienen menos de 40 milímetros de lluvia. Debido a la cercanía al mar, como la mayoría de las ciudades bañadas por el mar Tirreno y el mar Mediterráneo, el clima de Nápoles es en general suave, aunque su invierno es fresco. La temperatura media es de 8,7 °C en enero y de 24,9 °C en agosto. Las precipitaciones son de aproximadamente 1000 mm anuales, concentrándose las lluvias al comienzo del período invernal, sin embargo, Nápoles es una de las ciudades más soleadas de Italia.
| Parámetros climáticos promedio de Nápoles-Capodichino (normales 1971-2000) | Parámetros climáticos promedio de Nápoles-Capodichino (normales 1971-2000) | Parámetros climáticos promedio de Nápoles-Capodichino (normales 1971-2000) | Parámetros climáticos promedio de Nápoles-Capodichino (normales 1971-2000) | Parámetros climáticos promedio de Nápoles-Capodichino (normales 1971-2000) | Parámetros climáticos promedio de Nápoles-Capodichino (normales 1971-2000) | Parámetros climáticos promedio de Nápoles-Capodichino (normales 1971-2000) | Parámetros climáticos promedio de Nápoles-Capodichino (normales 1971-2000) | Parámetros climáticos promedio de Nápoles-Capodichino (normales 1971-2000) | Parámetros climáticos promedio de Nápoles-Capodichino (normales 1971-2000) | Parámetros climáticos promedio de Nápoles-Capodichino (normales 1971-2000) | Parámetros climáticos promedio de Nápoles-Capodichino (normales 1971-2000) | Parámetros climáticos promedio de Nápoles-Capodichino (normales 1971-2000) | Parámetros climáticos promedio de Nápoles-Capodichino (normales 1971-2000) |
| Mes                                                                        | Ene.                                                                       | Feb.                                                                       | Mar.                                                                       | Abr.                                                                       | May.                                                                       | Jun.                                                                       | Jul.                                                                       | Ago.                                                                       | Sep.                                                                       | Oct.                                                                       | Nov.                                                                       | Dic.                                                                       | Anual                                                                      |
| -------------------------------------------------------------------------- | -------------------------------------------------------------------------- | -------------------------------------------------------------------------- | -------------------------------------------------------------------------- | -------------------------------------------------------------------------- | -------------------------------------------------------------------------- | -------------------------------------------------------------------------- | -------------------------------------------------------------------------- | -------------------------------------------------------------------------- | -------------------------------------------------------------------------- | -------------------------------------------------------------------------- | -------------------------------------------------------------------------- | -------------------------------------------------------------------------- | -------------------------------------------------------------------------- |
| Temp. máx. abs. (°C)                                                       | 21.1                                                                       | 22.8                                                                       | 27.8                                                                       | 27.4                                                                       | 34.8                                                                       | 37.4                                                                       | 39.0                                                                       | 40.0                                                                       | 37.2                                                                       | 31.5                                                                       | 26.0                                                                       | 24.4                                                                       | 40                                                                         |
| Temp. máx. media (°C)                                                      | 13.0                                                                       | 13.1                                                                       | 15.6                                                                       | 17.4                                                                       | 23.0                                                                       | 26.5                                                                       | 29.8                                                                       | 30.8                                                                       | 26.8                                                                       | 22.7                                                                       | 17.3                                                                       | 14.3                                                                       | 20.9                                                                       |
| Temp. media (°C)                                                           | 8.7                                                                        | 8.8                                                                        | 11.0                                                                       | 12.9                                                                       | 17.8                                                                       | 21.3                                                                       | 24.3                                                                       | 24.9                                                                       | 21.4                                                                       | 17.1                                                                       | 12.5                                                                       | 9.9                                                                        | 15.9                                                                       |
| Temp. mín. media (°C)                                                      | 4.4                                                                        | 4.5                                                                        | 6.3                                                                        | 8.4                                                                        | 12.6                                                                       | 16.2                                                                       | 18.8                                                                       | 19.1                                                                       | 16.0                                                                       | 12.1                                                                       | 7.8                                                                        | 5.6                                                                        | 11.0                                                                       |
| Temp. mín. abs. (°C)                                                       | -5.6                                                                       | -3.8                                                                       | -3.6                                                                       | 0.8                                                                        | 5.0                                                                        | 9.0                                                                        | 11.2                                                                       | 11.4                                                                       | 5.6                                                                        | 2.6                                                                        | -3.4                                                                       | -4.6                                                                       | -5.6                                                                       |
| Precipitación total (mm)                                                   | 92.1                                                                       | 95.3                                                                       | 77.9                                                                       | 98.6                                                                       | 59.0                                                                       | 32.8                                                                       | 28.5                                                                       | 35.5                                                                       | 88.9                                                                       | 135.5                                                                      | 152.1                                                                      | 112.0                                                                      | 1008.2                                                                     |
| Días de precipitaciones (≥ 1.0 mm)                                         | 9.3                                                                        | 9.1                                                                        | 8.6                                                                        | 9.3                                                                        | 6.1                                                                        | 3.3                                                                        | 2.4                                                                        | 3.7                                                                        | 6.1                                                                        | 8.5                                                                        | 10.2                                                                       | 9.9                                                                        | 86.5                                                                       |
| Horas de sol                                                               | 114.7                                                                      | 127.6                                                                      | 158.1                                                                      | 189.0                                                                      | 244.9                                                                      | 279.0                                                                      | 313.1                                                                      | 294.5                                                                      | 234.0                                                                      | 189.1                                                                      | 126.0                                                                      | 105.4                                                                      | 2375.4                                                                     |
| Humedad relativa (%)                                                       | 75                                                                         | 73                                                                         | 71                                                                         | 70                                                                         | 70                                                                         | 72                                                                         | 70                                                                         | 69                                                                         | 73                                                                         | 74                                                                         | 76                                                                         | 75                                                                         | 72.3                                                                       |
| Fuente: Servicio Meteorológico, NOAA (humedad 1961–1990)                   |                                                                            |                                                                            |                                                                            |                                                                            |                                                                            |                                                                            |                                                                            |                                                                            |                                                                            |                                                                            |                                                                            |                                                                            |                                                                            |

### El Vesubio

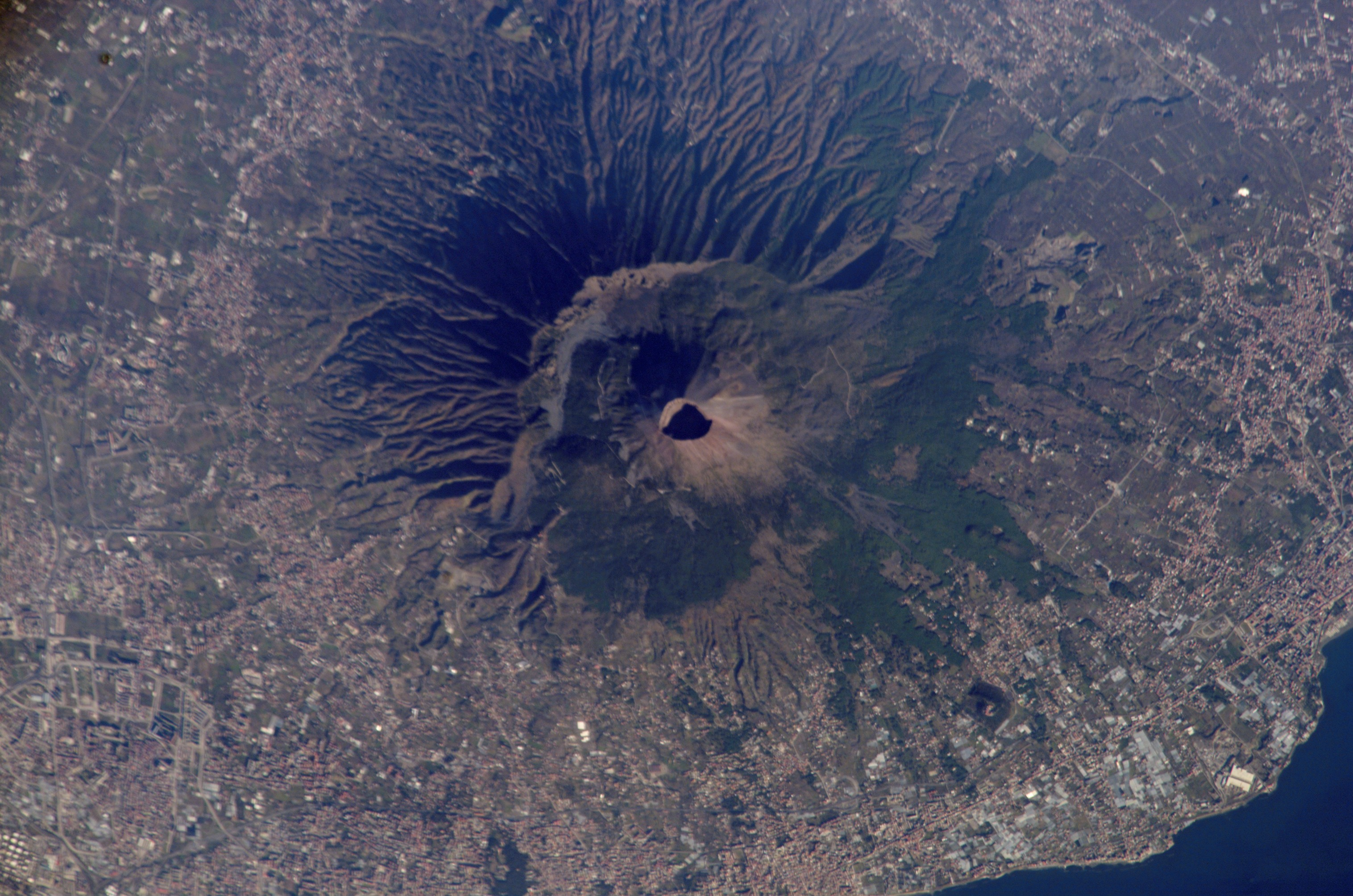
El Vesubio visto desde satélite.

El Vesubio (del latín Mons Vesuvius, en italiano Monte Vesuvio) llega a los 1281 m de altura, y está a 40°49 de latitud norte y 14°26 de longitud este. Ubicado en la bahía de Nápoles, en Campania, Italia. Es un volcán activo de tipo de cono compuesto vesubiano, al que da nombre. Se caracteriza por alternar erupciones de piroclastos con erupciones de coladas lávicas, dando lugar a una superposición en estratos que hace que este tipo de volcanes alcance grandes dimensiones. Otros volcanes de tipo vesubiano son el Teide y el Monte Fuji.
Es una característica montaña «jorobada», consistente en un Gran Cono parcialmente rodeado por el borde abrupto de la cumbre caldera causado por el derrumbe de épocas anteriores, y originalmente era más alta. Esta estructura es llamada Monte Somma. El Gran Cono se originó durante la erupción del año 79. Por esta razón, el volcán es también llamado Somma-Vesuvius o Somma-Vesubio.
La caldera comenzó a formarse durante una erupción hace unos 17 000 años (o 18 300), ampliada por antiguas y violentas erupciones concluyendo con la del 79. Esta estructura ha tomado su nombre del término «volcán somma», el cual describe al volcán con una cumbre en caldera rodeada de un cono reciente. La altura del cono principal ha cambiado constantemente por las erupciones (cuando se formó era más alto de 3500 m), pero en el presente es de 1281 m s. n. m. El monte Somma tiene 1149 m s. n. m., y está separado del cono principal por el valle de Atrio di Cavallo, de unos 5 km de extensión. Las laderas de la montaña están marcadas por los flujos de lava, con mucha vegetación, con matorrales en cotas altas y viñedos en las bajas. El Vesubio es un volcán activo, aunque su actividad corriente produzca más que nada vapor emanado desde las grietas al pie del cráter.
El Vesubio es un volcán compuesto, sito en el límite convergente donde la placa africana empieza a ser subducida debajo de la placa euroasiática. Su lava está compuesta de viscosa andesita. Capas de lava, escorias, cenizas, y piedra pómez componen la montaña. Es el único volcán de tierra firme del continente europeo que ha tenido erupciones en los últimos cien años, aunque en la actualidad no está en erupción. Los otros dos volcanes italianos activos, el Etna y el Estrómboli, se hallan en islas. Está a unos 9 km al este de Nápoles y a corta distancia de la orilla del mar. Destaca visualmente en el paisaje que presenta la bahía de Nápoles, visto desde el mar, con Nápoles en primer plano. El Vesubio fue consagrado, por griegos y romanos, al héroe y semidiós, Hércules/Heracles, epónimo de la ciudad de Herculano, construida en su base.

### El golfo de Nápoles

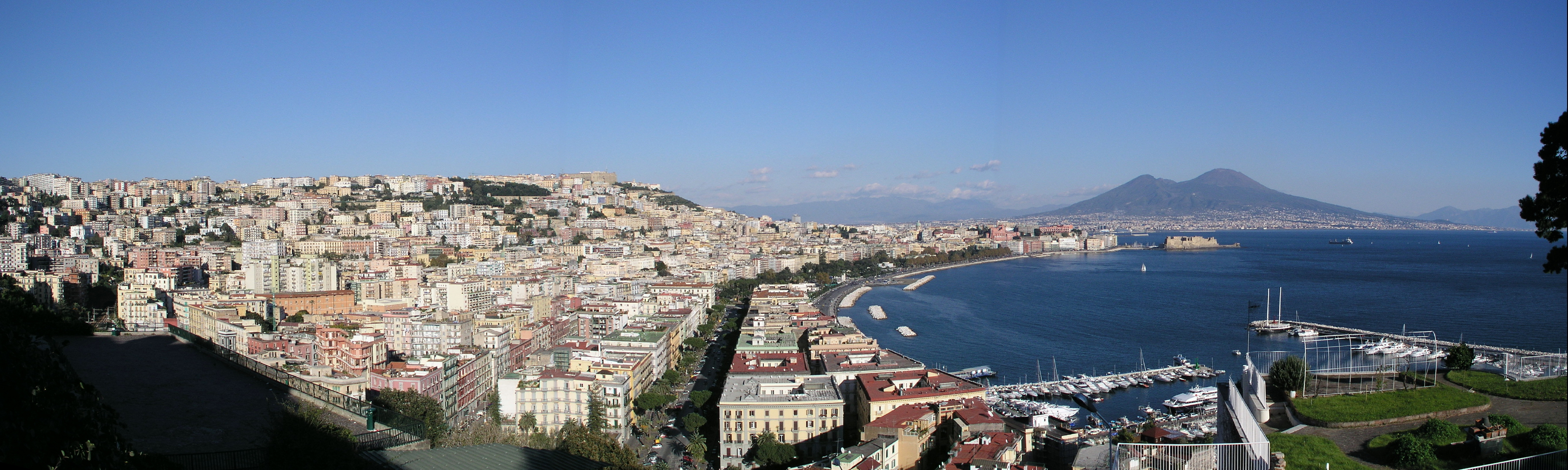
El golfo de Nápoles desde Posillipo.

El golfo de Nápoles (Golfo di Napoli, en italiano) se encuentra en la costa suroeste de Italia. En el golfo se encuentran, al norte, la ciudad de Nápoles y la ciudad de Pozzuoli. Como lugares a destacar están la antigua ciudad romana de Pompeya y el volcán Vesubio situado al este del golfo. Al sur, cerrando el golfo, está la península sorrentina, cuya principal ciudad es Sorrento. Esta península separa al golfo de Nápoles del golfo de Salerno. Este minúsculo golfo se encuentra en el mar Tirreno, que a su vez pertenece al Mediterráneo.

## Historia

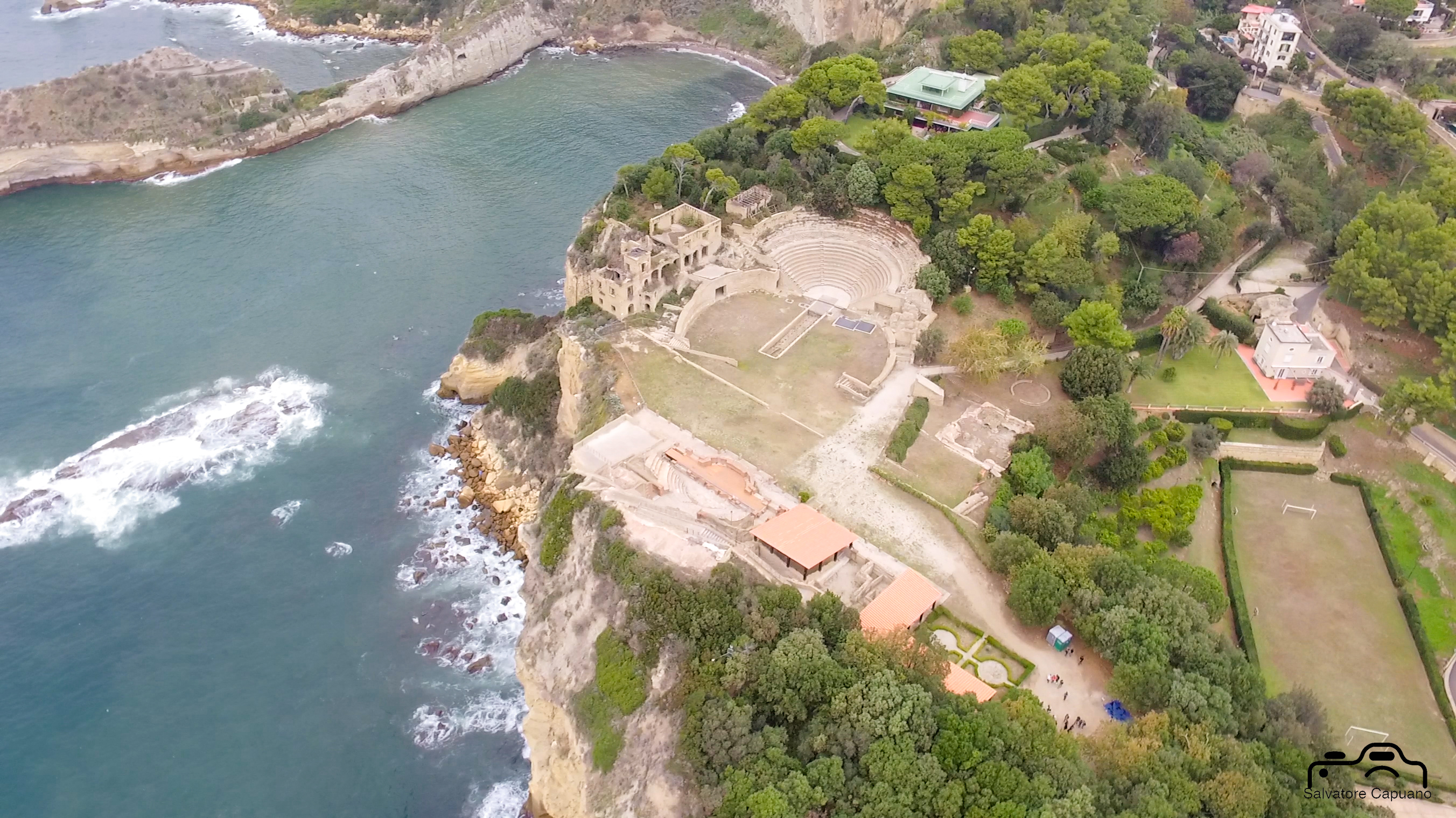
Parque Arqueológico de Posillipo.

La historia de la ciudad empieza con los griegos de Eubea que, a comienzos del siglo VIII a. C., fundaron en la isla de Isquia la que fue probablemente la primera colonia griega de Occidente: Pitecusas. En ese mismo siglo, los colonos, huyendo de importantes fenómenos geológicos, abandonaron la isla y fundaron la ciudad de Cumas. La gente de esta ciudad fundó un siglo más tarde (siglo VII a. C.) la ciudad de Parténope en la colina de Pizzofalcone. Posteriormente, al menos desde el siglo V a. C., los cumanos llamaron al lugar «Neápolis». El culto a Deméter y a la sirena Parténope eran probablemente los más destacados en la antigua ciudad.
El siglo XVI fue uno de los períodos más prósperos de la historia napolitana. Los virreyes españoles, que gobernaron el reino en nombre de Fernando II de Aragón, Carlos I y posteriormente Felipe II, restablecieron el orden entre la nobleza local.

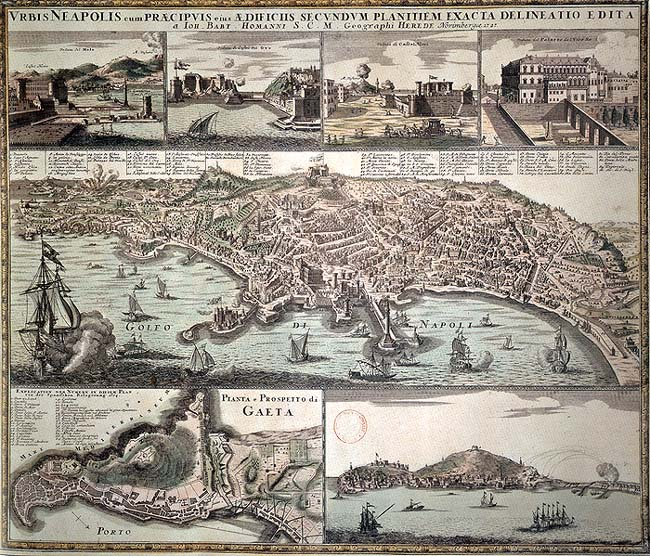
Vista de Nápoles y su Golfo de 1727 con detalles de sus castillos, de la vista desde el mar y de la península de Gaeta.

Pero sin lugar a dudas Nápoles logra sus mejores tiempos durante los siglos XVIII y XIX como capital del Reino de las Dos Sicilias. Bajo la dinastía de Borbón-Dos Sicilias se realizaron muchos de los palacios y museos de la ciudad, que pasó a ser uno de los polos culturales y de desarrollo industrial más importantes de Europa, perdiendo su centralidad de capital tras la Unificación de Italia.

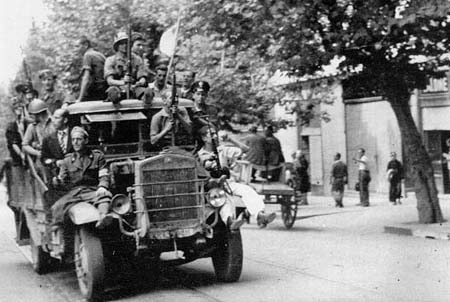
Insurgentes liberando Nápoles de los nazis.

Después de la Segunda Guerra Mundial, Nápoles se convierte en una gran aglomeración que desborda ampliamente su antiguo perímetro histórico. En la ciudad antigua, típicamente mediterránea, se codean las oficinas de grandes compañías nacionales e internacionales, las sedes administrativas y una población pobre dedicada a la artesanía tradicional y a la economía sumergida. El 23 de noviembre de 1980 ocurrió un terremoto que provocó profundas trasformaciones: la ciudad comenzó a extenderse desde entonces hacia el sur, hacia el este, en la comarca de Nola y en el cinturón de pueblos al pie del Vesubio, y hacia el norte, hasta Caserta y a lo largo de la costa. Desde 1994, cuando fue sede de la cumbre del G-8, Nápoles emprendió una política de reestructuración que ha cambiado profundamente el perfil de la ciudad.

## Demografía
| Gráfica de evolución demográfica de Nápoles entre 1861 y 2011 |
|                                                               |
| Fuente ISTAT - elaboración gráfica de Wikipedia               |

### Población, inmigración y edad

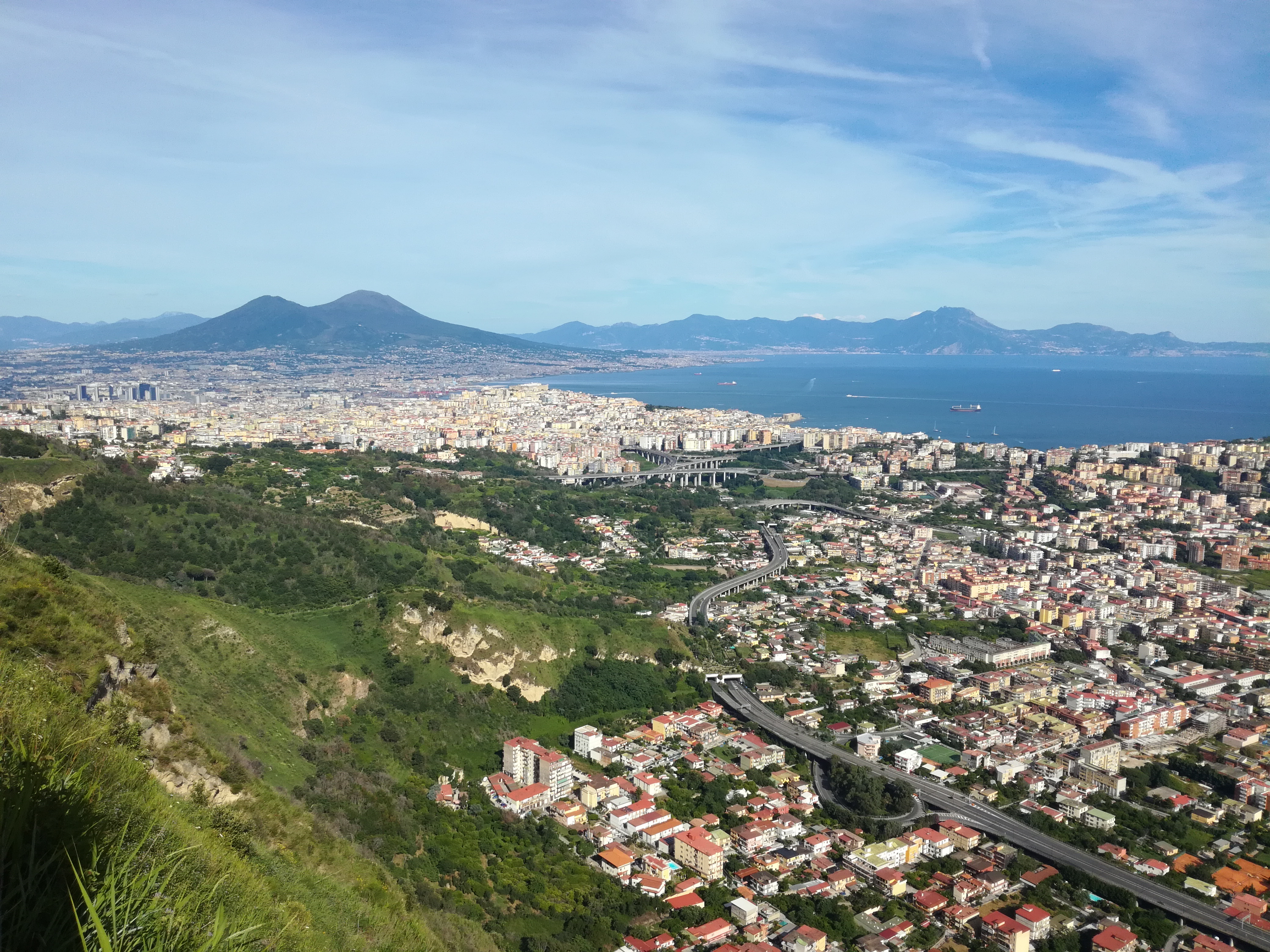
Vista de los barrios occidentales de la ciudad.

Nápoles es la ciudad más grande de Italia meridional y una de las ciudades más grandes de Italia, con una población de 959 188 habitantes. En las últimas dos décadas perdió mucha población, con una disminución constante desde 2014. La ciudad metropolitana de Nápoles tiene una población de 3 085 225 habitantes
En 2018, había 60 260 extranjeros en Nápoles, un 6,3 % de la población total. A continuación, los principales países de donde proceden los inmigrantes:
- Sri Lanka 15 756
- Ucrania 8652
- China 5562
- Pakistán 2847
- Rumania 2623
- Filipinas 1982
- Bangladés 1832
- Nigeria 1379
- Polonia 1332
- República Dominicana 1145
- Senegal 1089
- Rusia 1087
- India 1024

Perfil de edad
- 00-14 años de edad: (140 081) o 15,5 %
- 15-64 años de edad: (637 550) o 65,1 %
- 65 años y más: (188 513) o 19,4 %[35]

Nápoles, como las demás ciudades meridionales, tiene grandes éxodos de gente joven que sale de la ciudad para el Norte del país, que ofrece mayores oportunidades de trabajo. En los últimos años, el declive demográfico italiano ha sido más grave en las regiones meridionales que en las del Norte.

### Área metropolitana

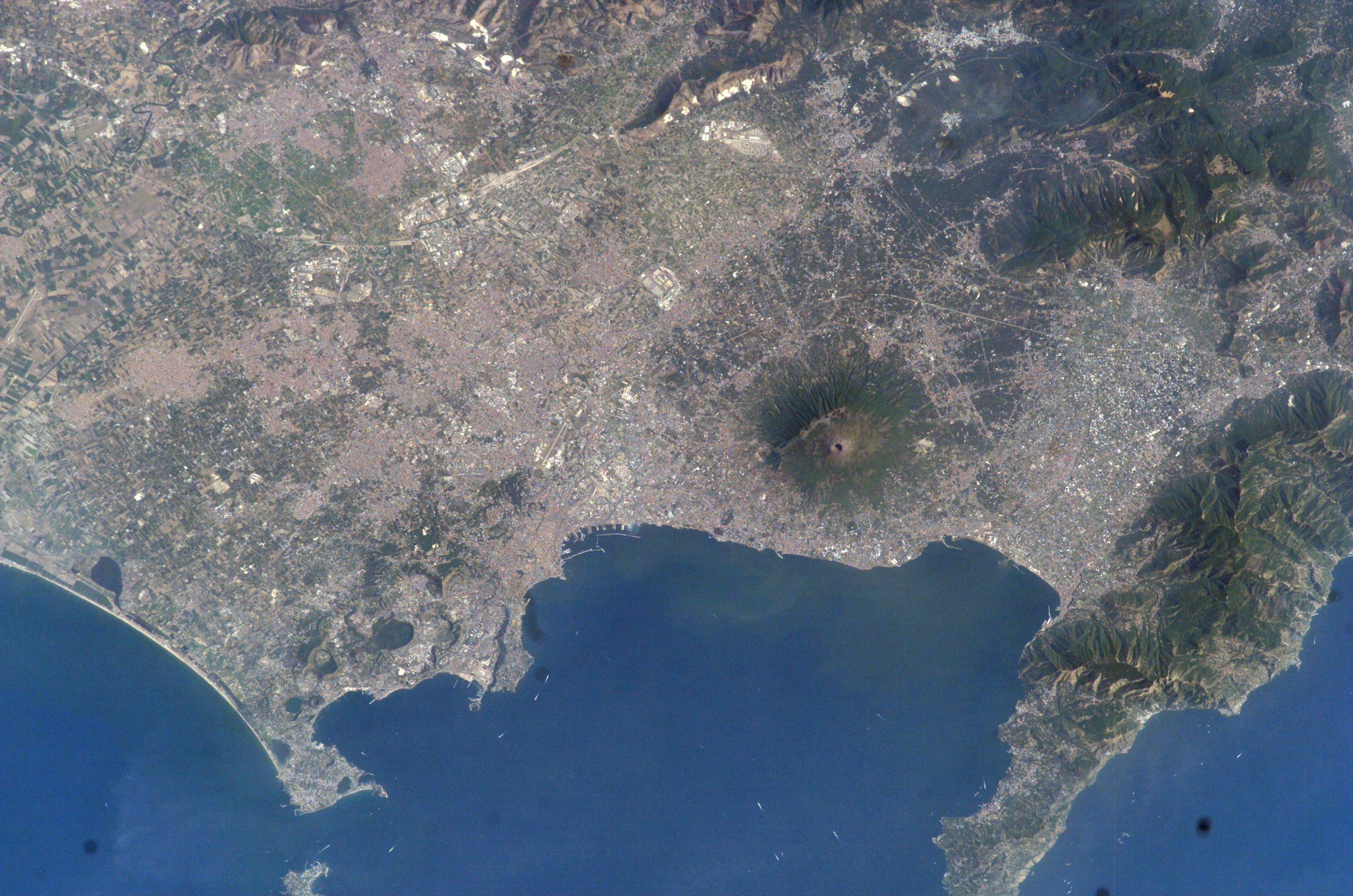
Vista aérea de Nápoles y sus alrededores.

El área metropolitana de Nápoles la forman la ciudad homónima y algunas ciudades vecinas, también pertenecientes a otras provincias de Campania. Esta área se denomina Grande Napoli. Su población es de aproximadamente 3,1 millones de habitantes, con lo cual constituye la tercera área metropolitana italiana, por detrás de Milán y Roma.
Otras fuentes indican que posee hasta 4 121 397 habitantes habitantes y una extensión de 2171 km²; o de 6 400 000 habitantes en 4300 km². Si fuera así, se trataría de la segunda área metropolitana Italia en cuanto a población, después de Milán, superando a Roma.

### Calidad de vida
En el dosier de 2019 realizado anualmente por el diario económico Il Sole 24 Ore sobre la calidad de vida en las 107 capitales de las provincias italianas, Nápoles se posiciona en el puesto 81, entre Ragusa y Lecce, mejorando en 13 posiciones respecto al año anterior. Por apartados, la ciudad se sitúa en el puesto 23.º por demografía y sociedad, 32.º por cultura y tiempo libre, 83.º por medio ambiente y servicios, 89.º por negocios y trabajo, 102.º por justicia y seguridad y 104.º por riqueza y consumo.

### Idioma

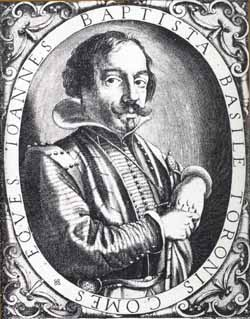
Giambattista Basile (1566-1632), uno de los primeros escritores en idioma napolitano.

Al igual que en el resto de Italia, en Campania, pervive una evolución del latín vulgar diferente al italiano estándar —aunque perteneciente a la misma rama lingüística italorromance que el italiano— conocida como idioma napolitano. Debe tenerse en cuenta que lo que se conoce como italiano es una derivación medieval de la lengua toscana o vulgar florentino, elegido por su prestigio cultural al ser el idioma de Dante, Petrarca y Boccaccio y adoptado como principal lengua de cultura, de la administración y de la enseñanza, a partir del siglo XVI, por todos los antiguos Estados italianos preunitarios, volviéndose así la única lengua de la comunicación formal, sobre todo escrita, ya durante los siglos antecedentes a la unificación política del país. Sin embargo, debido a la escasa escolarización, llegó a tener una difusión generalizada entre todas las clases sociales y en todos los ámbitos (formales e informales), solo en la segunda mitad del siglo XX.
El napolitano sigue contando con muchos hablantes en la ciudad partenopea y su región. A esos hay que añadir los usuarios de un gran número de dialectos meridionales estrechamente vinculados al napolitano y que con él forman un grupo lingüístico conocido como napolitano-calabrés. Su área de difusión se extiende desde el Lacio meridional hasta la Calabria centro-septentrional con un número de hablantes estimado en 5,7 millones.
El idioma napolitano, al igual que la mayoría de los demás idiomas italorromances hablados en Italia, presenta pequeñas diferencias, más o menos significativas, incluso entre pueblos vecinos, por eso, a nivel filológico y para la mayoría los lingüistas, la carencia de estandarización lo convierte, efectivamente, en una continuidad dialectal, entendida no como dialecto del italiano estándar, sino como dialecto dentro de su propio grupo italorromance (el grupo napolitano-calabrés o italiano meridional intermedio).
El napulitano, a pesar de ser la variedad en la que fueron escritos los Placiti Cassinesi —unos pergaminos de entre 960 y 963, escritos novedosamente en romance y no en latín— y haber llegado a ser propuesto, durante la segunda mitad del siglo XV, como lengua del Reino de Nápoles, nunca llegó a ser idioma oficial, usándose en la administración, a partir de la primera mitad del XVI en sustitución del latín y al igual que en los demás Estados italianos, únicamente el idioma italiano estándar. Esto no ha sido óbice para que una cantidad respetable de obras literarias o canciones se hayan escrito en napolitano, siendo usado por Gabriele D'Annunzio, originario de Pescara, o cantado por Enrico Caruso, entre otros.
En el plano musical, la canzone napoletana se remonta hasta el siglo XIII y ha sido uno de los canales de difusión más importantes del napolitano, muy presente en el mundo de la canción italiana hasta que el Festival de Sanremo eclipsó al Festival de Nápoles, que dejó de celebrarse en 1970.
En el plano morfológico, la lengua presenta un substrato básicamente osco con significativas aportaciones griegas y un superestrato influenciado tanto por las demás continuidades lingüísticas italorromances como por otras continuidades romances más lejanas (galorromances e iberorromances) y no neolatinas (principalmente por el griego bizantino).

## Administración y política

Las diez municipalità de Nápoles.

Hasta 2005 la ciudad se dividía en 21 circoscrizioni (distritos), pero el ayuntamiento decidió reorganizar la administración en diez municipalità más homogéneas entre sí y con una población media de unos 100 000 habitantes cada una.
A su vez las municipalidades se componen de dos o más barrios (quartieri). La división sería la siguiente:
- Municipalità 1 - San Ferdinando - Chiaia - Posillipo
- Municipalità 2 - San Giuseppe - Montecalvario - Avvocata - Mercato - Pendino - Porto
- Municipalità 3 - Stella - San Carlo all'Arena
- Municipalità 4 - Vicaria - San Lorenzo - Poggioreale - Zona Industriale
- Municipalità 5 - Vomero - Arenella
- Municipalità 6 - Ponticelli - Barra - San Giovanni a Teduccio
- Municipalità 7 - Miano - Secondigliano - San Pietro a Patierno
- Municipalità 8 - Chiaiano - Piscinola - Scampia
- Municipalità 9 - Soccavo - Pianura
- Municipalità 10 - Bagnoli - Fuorigrotta

Un cambio reciente en la administración urbana fue la implantación de la città metropolitana (ciudad metropolitana), un ente administrativo diseñado para nueve grandes áreas urbanas italianas, y que en un principio detentaría las funciones de la provincia, más algunas otras del ayuntamiento y de la Región Campania. El objetivo es gestionar de una manera integrada un área metropolitana integrada, que incluye los 92 municipios de la exprovincia, más algunos de otras provincias, como la propia ciudad de Caserta.
Alcalde:
- Gaetano Manfredi, Independiente de centroizquierda (desde 2021).

## Economía
El PIB per cápita del área metropolitana de Nápoles fue de 17 500 € en 2001, muy por debajo de las cifras para la metrópoli romana (29 500 €) o la milanesa (43 800 €), pero por encima de otras áreas metropolitanas meridionales como Palermo (15 900 €) o Reggio di Calabria (15 300 €). A nivel europeo Campania registró en 2003 un PIB per cápita equivalente al 72,1% de la media comunitaria de la Unión Europea de los 25, lo que convierte a la región Objetivo 1 de los Fondos estructurales comunitarios.
Tal estadística no incluye desde luego la economía sumergida, muy importante en la ciudad y que se cifra en un 12,4% del PIB total italiano. La tasa de desempleo es del 31,39% para la ciudad, según datos del ayuntamiento para 2001, si bien otra vez dependiendo de la exactitud de la estadística que procura explicar el número relativamente grande de personas que trabajan en la economía sumergida, no necesariamente en actividades ilícitas. El empleo de la provincia de Nápoles en diversos sectores se distribuye como sigue:
- Servicios públicos y administración pública: 30,7%;
- Industria: 18%;
- Comercio: 14%;
- Construcción: 9,5%;
- Transporte: 8,2%;
- Servicios financieros e inmobiliarios: 7,4%;
- Agricultura: 5,1%;
- Hostelería: 3,7%;
- Otras actividades: 3,4%.

## Transporte

### Urbano

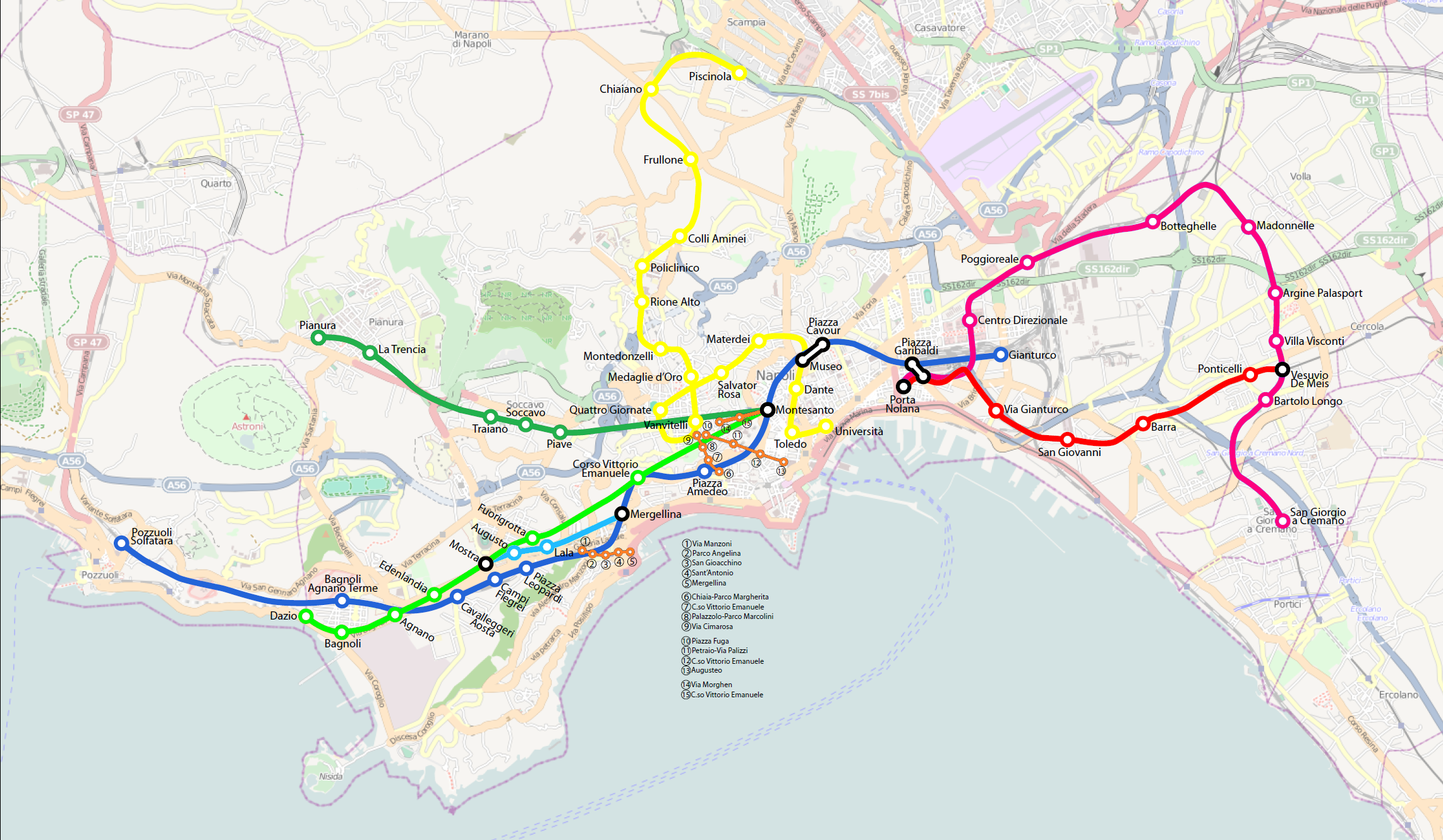
La red de transportes públicos.

La Piazza Garibaldi es el lugar de donde salen la mayoría de los autobuses y donde se ubica la estación de Nápoles Central (Stazione di Napoli Centrale), la principal estación ferroviaria de la ciudad. La red urbana se compone por un conglomerado de transportes integrados: el metro de Nápoles, compuesto por una línea de metro propiamente dicho (Línea 1) y una de metro ligero (Línea 6), más 4 ferrocarriles urbanos, 8 ferrocarriles extraurbanos, 3 líneas tranviarias, 8 líneas de trolebuses y 236 líneas de autobuses. Completan la red de transporte público cuatro funiculares, muy necesarios dada la orografía de la ciudad, tres de los cuales conectan el barrio de Vomero con otras partes de la ciudad.
En espera de que se termine la extensa red de metro en proyecto, los problemas de tráfico son una constante en varias carreteras, aunque menos que en muchas otras grandes ciudades europeas. La antigüedad y el trazado estrecho de muchas calles del centro histórico agravan la situación.

### Externo

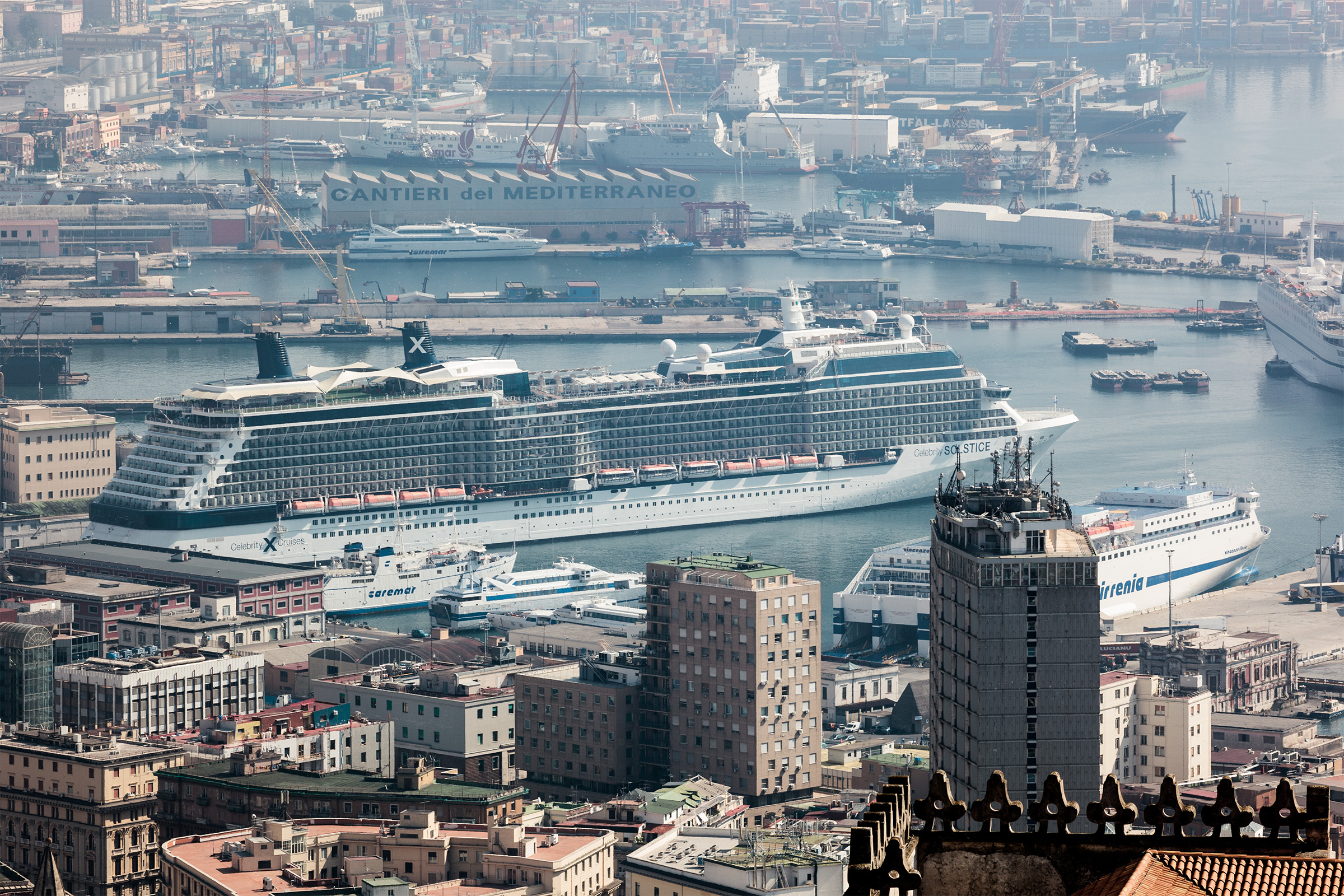
El puerto de Nápoles.

Hay 370 empresas con más de 5200 empleados en el puerto de Nápoles. Colectivamente, el volumen de ventas asciende a cerca de 516 millones de euros. Los servicios principales son: reparación marina, almacenaje, aprovisionamiento, servicios del envase, corredores y agentes de envío, agentes turísticos, y corredores de seguro.
En 2017, más de 22 millones de toneladas de mercancías eran cargadas y desembarcadas. Las principales mercancías cargadas fueron: aceites minerales, minerales, alimentos, máquinas y vehículos. Las mercancías descargadas fueron: aceites minerales, cereales, papel y celulosa, madera, cemento. En 2017, hubo 927 458 cruceristas y el tráfico de pasajeros hacia las islas alcanzó las 6 684 772 de unidades. El puerto de Nápoles, situado en el centro del Mediterráneo, es un importante centro de tráfico comercial y de pasajeros, representando el 50% del cabotaje en Italia.
El aeropuerto internacional de Nápoles-Capodichino, es el más importante de Italia meridional en términos de tráfico aéreo. Aproximadamente 170 vuelos llegan o salen del aeropuerto de Nápoles diariamente.
Por carretera, la ciudad cuenta con una red de autopistas bastante completa, entre la que destaca la Tangencial de Nápoles (A56), que soporta el tráfico diario de unos 270 000 vehículos.
La ciudad cuenta con una notable tradición ferroviaria, siendo la primera en Italia en inaugurar una línea ferroviaria, la Napolés-Portici en 1839. En 1889 fue inaugurada la Ferrovia Cumana, ferrocarril en parte subterráneo que prestaba un servicio tipo metro, al conectar el centro de Nápoles con Bacoli (en los Campos Flégreos). En 1890 se abrió el ferrocarril Circumvesuviana, que aún hoy conecta la ciudad con el área vesubiana. En la práctica también fue la ciudad pionera de Italia en dotarse de metro, al abrirse el passante ferroviario en 1925. En diciembre de 2005, entró en servicio la Línea de alta velocidad Roma-Nápoles y, en junio de 2008, fue terminada la Línea de alta capacidad Nápoles-Salerno. Estas líneas cuentan con las estaciones de Nápoles Central y Nápoles Afragola (esta última ubicada en el territorio municipal de Afragola).

## Educación

### Universidades

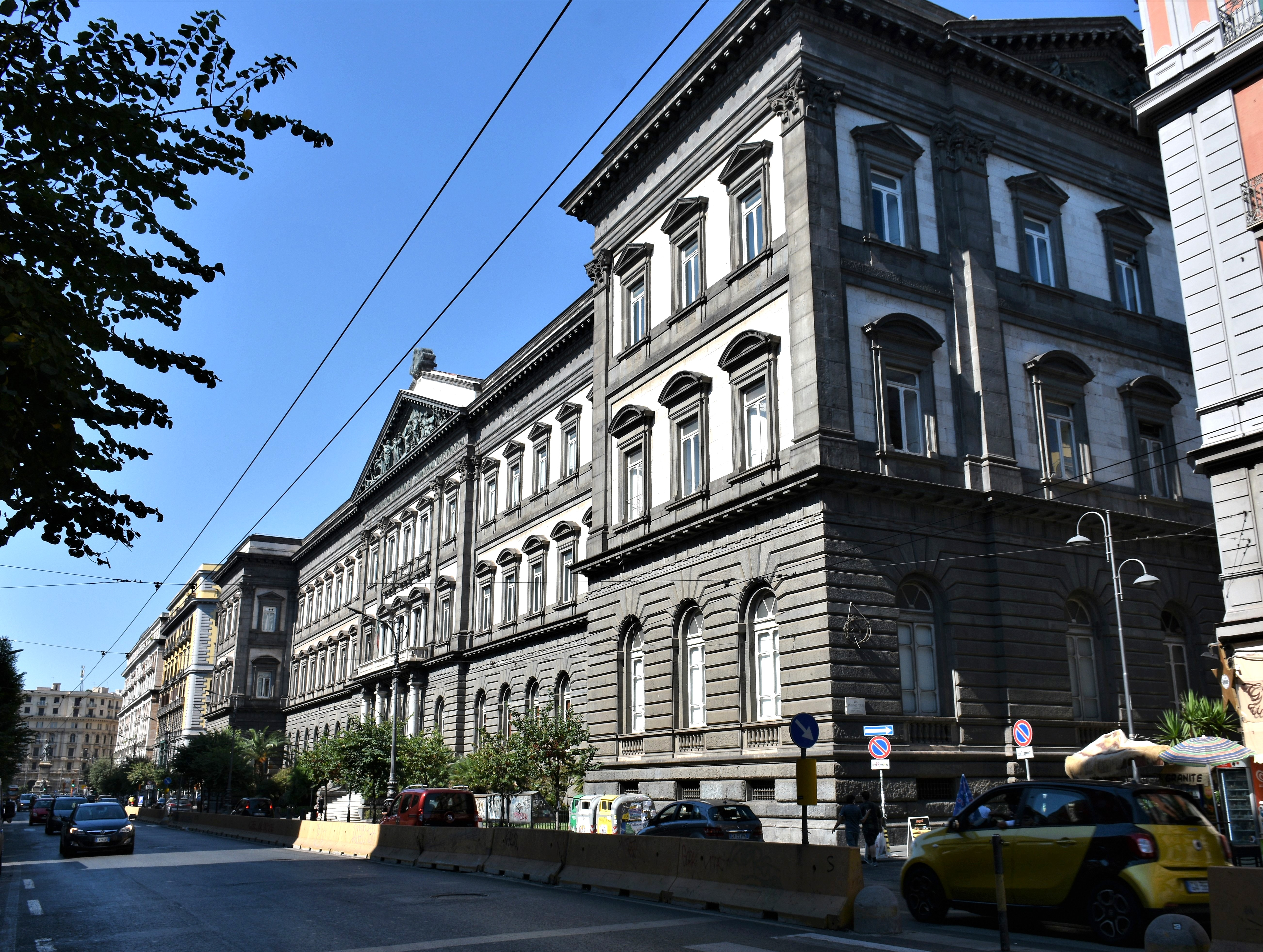
Sede central de la Universidad de Nápoles Federico II.

Nápoles tiene siete universidades.
Cuatro universidades públicas:
- La Federico II[56] (it. Università degli Studi di Napoli "Federico II"), que fue fundada en 1224.
- La Oriental[57] (it. Università degli Studi di Napoli "L'Orientale"), fundada en 1732.
- La Parthenope[58] (it. Università degli Studi di Napoli "Parthenope"), fundada en 1920.
- La Luigi Vanvitelli[59] (it. Università degli Studi della Campania "Luigi Vanvitelli"), fundada en 1990 como «derivación» de la Federico II, con el nombre de "Segunda Universidad de Nápoles".

Dos universidades privadas:
- La Suor Orsola Benincasa,[60] (it. Università degli Studi "Suor Orsola Benincasa"), fundada en 1895.
- La Pontificia Facultad Teológica de la Italia meridional,[61] (it. Pontificia Facoltà Teologica dell'Italia Meridionale), fundada en 1969.

Una universidad a distancia privada:
- La Pegaso,[62] (it. Università Telematica "Pegaso"), fundada en 2006.

Además la ciudad cuenta con:
- la Academia de Bellas Artes de Nápoles, fundada en 1752;[63]
- el Conservatorio de música San Pietro a Maiella, fundado en 1806.[64]

## Patrimonio
Nápoles es una ciudad muy visitada, no solo por derecho propio, sino también como punto de partida hacia otros destinos cercanos como Pompeya, el Palacio Real de Caserta, las islas de Capri e Ischia o la Costa Amalfitana. La capital campana posee también un vastísimo patrimonio artístico y arquitectónico, que desde la década de 1990 ha sido relanzado con actividades como el "Mayo de los Monumentos" y por ser declarada parte del Patrimonio de la Humanidad por la Unesco en 1995.

### Castillos
Nápoles es la única ciudad del mundo que cuenta con siete castillos dentro de su perímetro urbano, los cuales formaban un impresionante sistema defensivo: Castel dell'Ovo, Castel Nuovo, Castel Sant'Elmo, Castel Capuano, Castello del Carmine, Castello di Nisida y el Forte di Vigliena. Eso le valió el apodo de «la ciudad de los siete castillos».

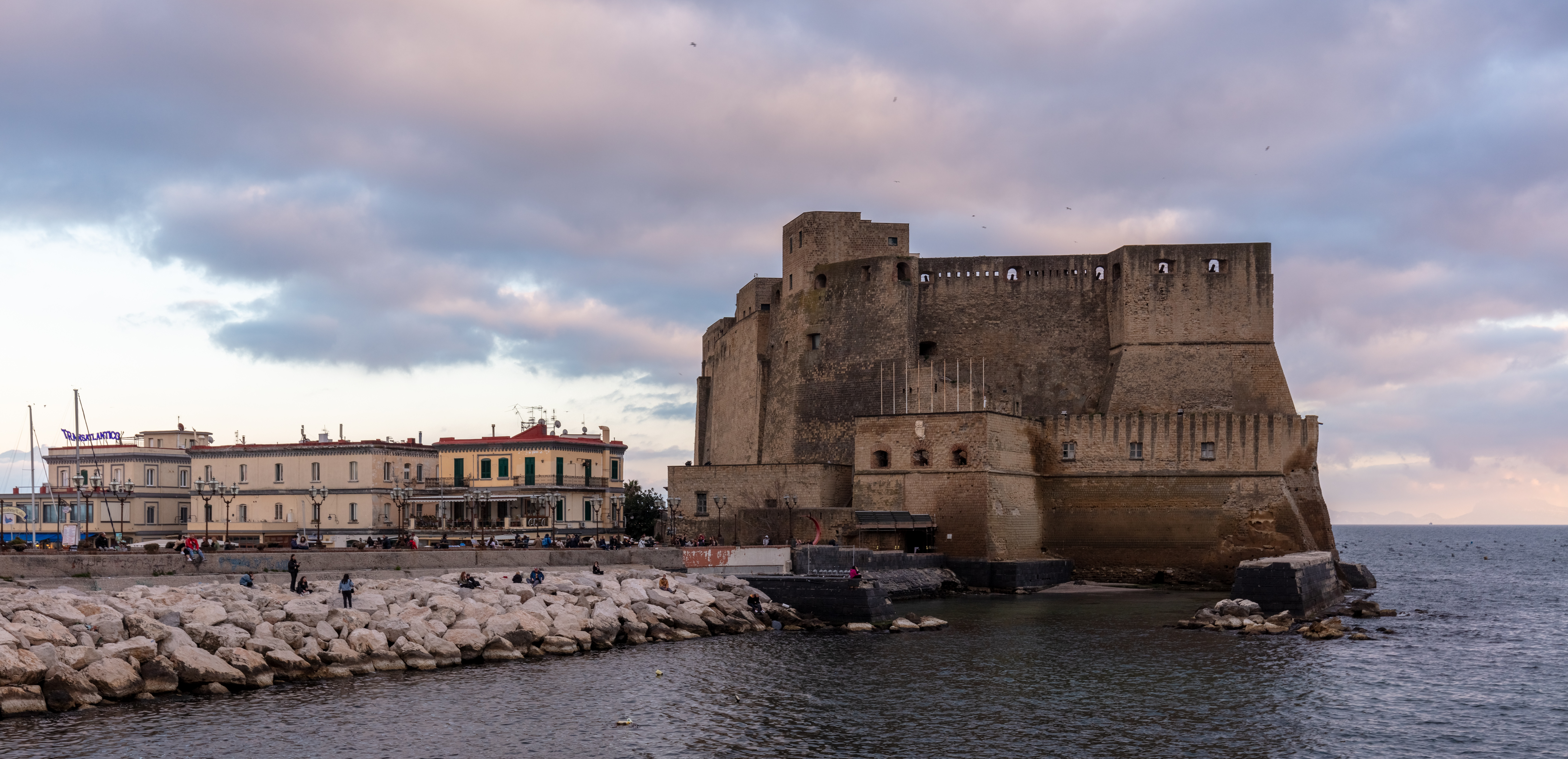
El Castel dell'Ovo en el islote de Megaride, donde presumiblemente desembarcaron los colonos griegos en el siglo a. C. que fundarían Cumas.

El Castel dell'Ovo (en español «Castillo del Huevo») es parte del panorama del golfo de Nápoles. Se llama así porque, según la leyenda, Virgilio habría escondido en el interior del castillo un huevo que soportaría la estructura del edificio, y que, de romperse, provocaría el hundimiento de la fortaleza, y que la ciudad sufriera grandes catástrofes. Está situado en el islote de Megaride, donde en el siglo VII a. C. desembarcaron los cumanos que fundaron Parténope. El castillo era parte de la villa del romano Lucio Licinio Lúculo, que fue fortificada por Valentiniano III y que albergó al depuesto Rómulo Augusto, último emperador romano, muerto poco después. Lujosa villa en tiempos del Imperio, fortificada en el siglo V y arrasada por los propios napolitanos en el siglo X para evitar su captura por los sarracenos. Más tarde el castillo fue restructurado por los reyes normandos, mientras que, durante la época en que Nápoles estuvo administrada por los monarcas aragoneses, se llevaron a cabo otras y últimas significativas reestructuraciones. Actualmente se permite la entrada al público. Se puede apreciar la majestuosidad de la fortaleza, la terraza con cañones y la muy característica villa marina al pie del castillo.
El Castel Capuano fue construido por voluntad de Guillermo I de Sicilia, el primer rey del Reino de Nápoles fundado por los normandos. Su nombre se debe a que está en la ruta que conduce a la ciudad de Capua. Cuando el Sacro Imperio Romano conquistó el reino, la capital se trasladó a Palermo, deteriorándose el edificio a causa del abandono. Pero, cuando la dinastía aragonesa conquistó el trono del sur de Italia y la capital volvió a Nápoles, comenzó una gran remodelación del castillo. En los siguientes cinco siglos, el edificio se utilizó como sede de los tribunales; en la actualidad ofrece un contraste arquitectónico notable, al encontrarse en las inmediaciones de la zona de rascacielos: el Centro Direzionale di Napoli.

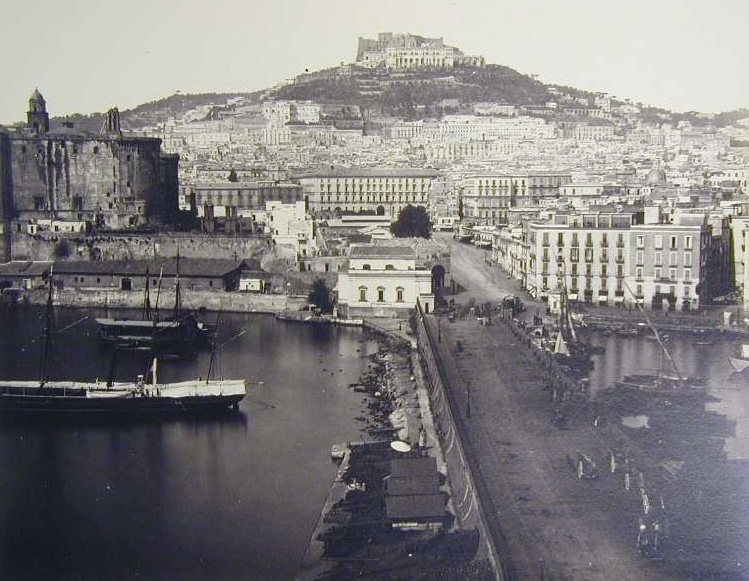
Vista de Sant'Elmo en la colina de San Martino alrededor de 1860. Iglesia en el siglo, torre de observación normanda conocida como Belforte, numerosas veces asediado y mandado reconstruir por Carlos V de Nápoles, el Castel Sant'Elmo domina el Golfo, la ciudad y las entradas a la misma desde Capodichino a Capodimonte, es de suma importancia estratégica además de ofrecer unas impresionantes vistas.

El Castel Nuovo, también conocido como Maschio Angioino (Torreón de los Anjou), fue construido entre 1279 y 1282 por voluntad de Carlos I de Anjou, todo un récord, siendo el palacio real de su dinastía. En tiempos de Roberto de Anjou, uno de los más notorios mecenas de su tiempo, se hospedaron en el castillo grandes figuras de las artes y las letras, como Petrarca o Boccaccio, que escribió el Decamerón entre sus muros. De esta primera etapa no quedan restos, debido a la reestructuración inmediata a la llegada de los monarcas aragoneses. El castillo posee cinco torres que son los puntos de unión de las gruesas murallas (Torre di Guardia, Torre di Mezzo, Torre di San Giorgio, Torre del Beverello y Torre dell'Oro), y un arco de triunfo de mármol (llamado Arco d'Alfonso d'Aragona), el cual fue construido en el siglo XV para celebrar la entrada de Alfonso V de Aragón (I de Nápoles) en la ciudad, el 26 de febrero de 1443. La sala central del castillo, es la monumental Sala dei Baroni (Sala de los Barones), así llamada debido a que en el año 1487 fueron arrestados, en este lugar, los barones que conspiraron contra Fernando I de Nápoles. Esta sala, en la actualidad, hospeda las reuniones del consejo municipal y el Museo Cívico. Otro episodio histórico destacable acaeció en 1504: en el contexto de las guerras de Italia, tras conquistar la ciudad el Gran Capitán para la Corona de Aragón, ejerció de virrey, hasta ser desposeído del título por Fernando el Católico, con quien, a pesar de sus conquistas (o precisamente a causa de ellas), mantuvo cierta enemistad. Prueba de ello es la historia de las Cuentas del Gran Capitán, que presuntamente transcurrió entre los muros de este castillo. Se considera que las reformas que Gonzalo Fernández de Córdoba inició en el ejército al poco de la conquista, constituyen el embrión de los Tercios, de los que cinco tuvieron su base en la ciudad. A propósito de esta circunstancia, circulaba un dicho:
España fue mi natura,
Italia mi ventura,
Flandes mi sepultura.
Parte del carácter militar del Nápoles de los siglos XVI y XVII se debió a la peligrosidad del Mediterráneo, infestado de piratas y corsarios de la Berbería. Aunque por supuesto, las tropas acantonadas en la ciudad contribuyeron en gran medida acosando embarcaciones árabes.
El Castel Sant'Elmo domina desde lo alto de la colina del Vomero desde 1275 por voluntad de Carlos I de Anjou. Fue proyectado y construido por el arquitecto napolitano Francesco de Vico y el toscano Tino da Camaino, luego restaurado, entre el 1538 y el 1546, por el ingeniero valenciano Pedro Luis Escrivá, siendo virrey Pedro de Toledo. La base que anteriormente era cuadrada, desde entonces tiene forma de estrella. Este castillo fue escenario de la última defensa de la República Napolitana contra la restauración borbónica.

### Palacios históricos

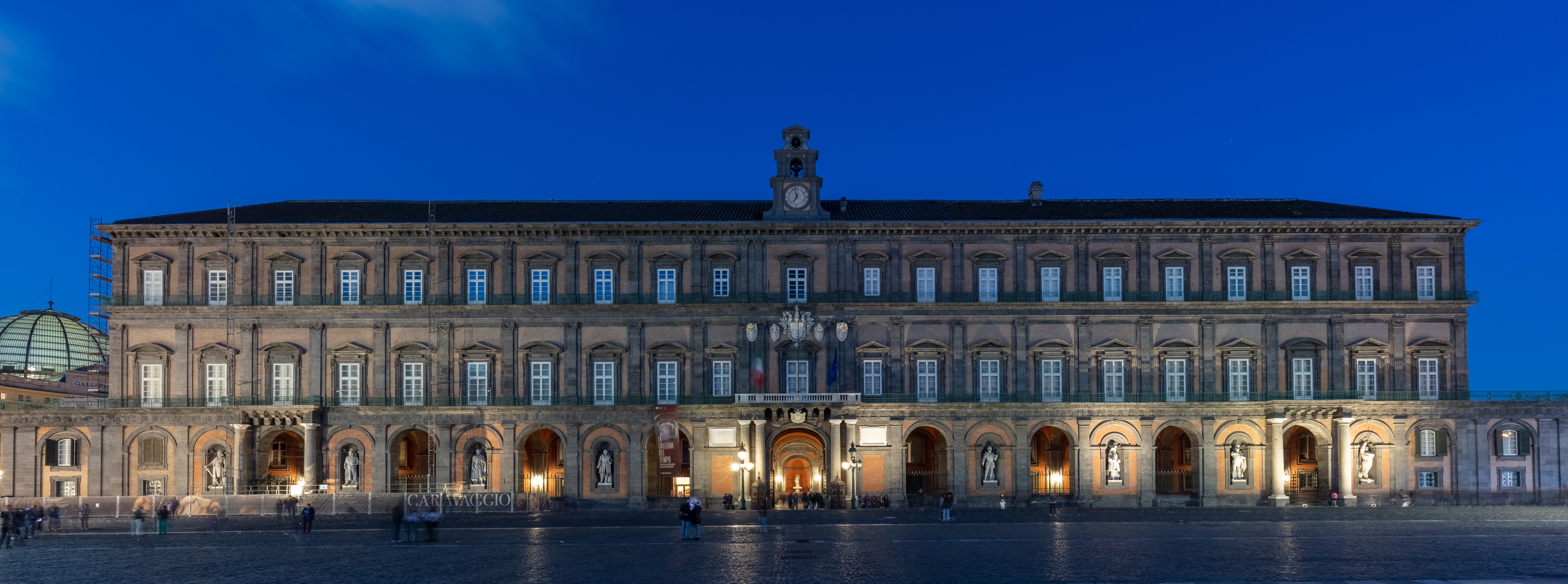
El Palacio Real de Nápoles visto desde la Basílica de San Francisco de Paula. A los lados se ven las estatuas ecuestres de Carlos III y Fernando I, simbolizando los reinados borbónicos anterior y posterior al paréntesis napoleónico. Precisamente fue Murat el responsable de dar a la Piazza Plebiscito su actual configuración, además de embellecer al Palacio con decoraciones y añadidos neoclásicos procedentes de las Tullerías.

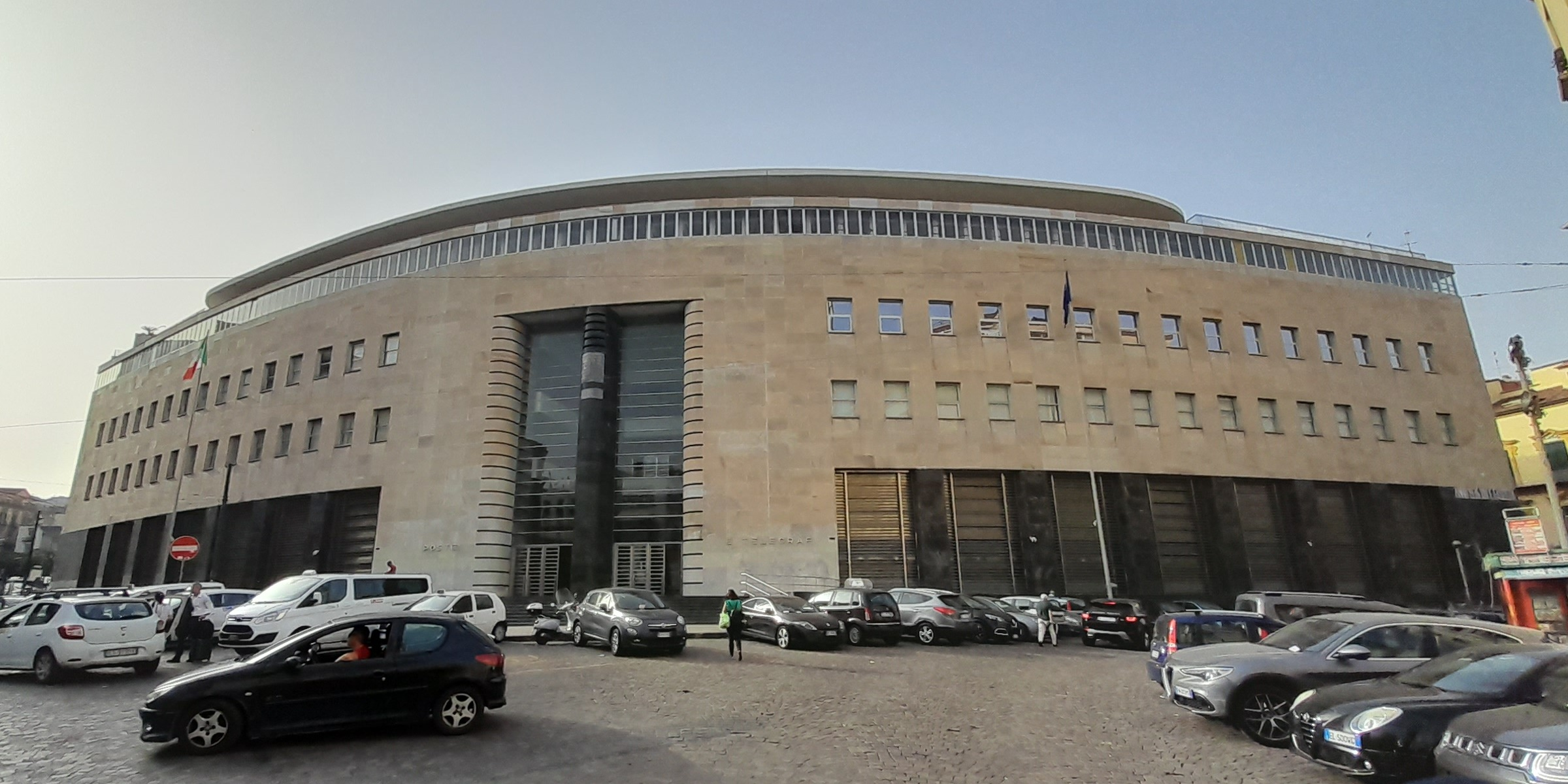
Palazzo delle Poste di Napoli, Gino Franzi, 1936. Obra maestra de la arquitectura modernista, construida en mármol y diorita.

El Palacio Real de Nápoles fue iniciado en el año 1603 por el virrey de Nápoles, el conde de Lemos, en previsión de una posible visita del rey Felipe III de España a la ciudad que no se llegó a hacer nunca. El proyecto inicial fue encargado al arquitecto Domenico Fontana que ya había realizado importantes obras en Roma para el papa Sixto V. Sin embargo el proyecto sufrió numerosos cambios y no fue hasta la mitad del siglo XIX que se da por concluido, aunque desde el mismo momento en que se empezaron a colocar los cimientos, el Palacio Real de Nápoles fue el centro de la vida política y social napolitana. A partir del año 1734, año en que la corte se instaló permanentemente en Nápoles, se llevan a cabo obras de restauración del Palacio, que se encontraba en pésimo estado de conservación. A partir de entonces se encargarían progresivas modernizaciones que adecuaron al Palacio a un estilo más barroco. A lo largo del reinado de Fernando II de Nápoles, monarca de las Dos Sicilias, se tendió a la centralización de los poderes del Estado, propia del absolutismo. Desde 1919 alberga la Biblioteca Nacional.
El Palacio Real de Capodimonte fue construido por orden de Carlos VII, rey de Nápoles y Sicilia (que sería posteriormente Carlos III, rey de España). Se comenzó su construcción el 9 de septiembre de 1738 bajo la dirección de Giovanni Antonio Medrano, que también fue responsable del monumental Teatro de San Carlos de Nápoles. El rey Carlos construyó Capodimonte expresamente para conservar la fabulosa colección de arte de los Farnesio, que había heredado de su madre, Isabel de Farnesio, última descendiente de la casa ducal soberana de Parma. La construcción hubo de ser paralizada en diferentes ocasiones debido a la falta de dinero, al estar en esas fechas también construyéndose el Palacio Real de Caserta. En 1760, Fernando IV encargó al arquitecto Ferdinando Fuga, la ampliación del palacio y el diseño de los jardines. Tras la ocupación napoleónica durante una década, en la que solo tuvo función residencial, en 1828, se restauró la fachada occidental y se edificó la Palazzina dei Principi destinada a las habitaciones del príncipe heredero, rodeada de un jardín botánico diseñado a la inglesa.

### Museos

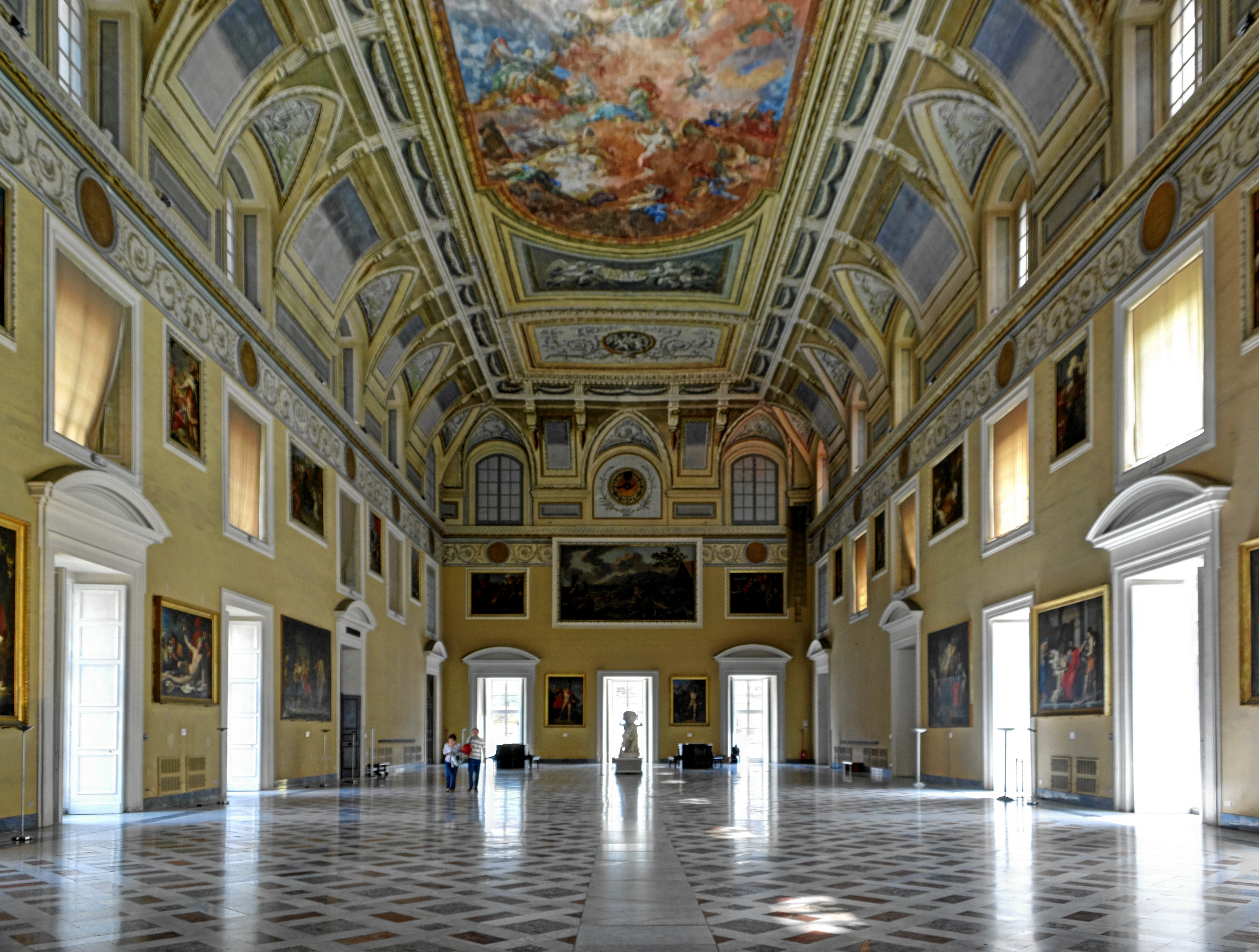
Salone della Meridiana, Museo Arqueológico Nacional.

El Museo Arqueológico Nacional de Nápoles comenzó a formarse con piezas de mármol que Carlos de Borbón había heredado de su madre. Tras el descubrimiento de piezas arquitectónicas romanas halladas en Pompeya, el museo fue creciendo. Actualmente, posee una enorme cantidad de mármoles, mosaicos y manufacturas de la época romana y algunas de las momias mejor conservadas del mundo.
El Museo Nacional de Capodimonte acoge obras de Giovanni Bellini, Sandro Botticelli, Caravaggio, Annibale Carracci, Artemisia Gentileschi, Francisco de Goya, Simone Martini, Masaccio, Tiziano, entre otros.

### Arquitectura religiosa
Mirando la ciudad desde lo alto, lo primero que se puede observar es el enorme número cúpulas y cruces que distinguen las muchas iglesias. Nápoles en el siglo XVIII era llamada «la ciudad de las 500 cúpulas» pero debido a terremotos, incendios y los 181 bombardeos en la Segunda Guerra Mundial, se perdieron unos 60 templos. No obstante, la ciudad sigue contando con mayor número de iglesias que ninguna otra población en el mundo con una cantidad de iglesias superior a las 400.
Jean-Jacques Bouchard, un viajero francés que visitó Nápoles en 1632, anotó en su diario (hoy conservado en París) las impresiones de ese viaje:
«Las iglesias de esta ciudad albergan la más grande belleza y la más grande magnificencia... no dudo que las iglesias de Nápoles igualan, y hasta superan a las de Roma en grandeza, belleza de arquitectura, dorados y otros enriquecimientos, pero sobre todo en la suntuosidad de los ornamentos de plata, siendo todos adornados con grandes mantas, terciopelos y sedas doradas. Creo que las iglesias de Nápoles superan también en número a las de Roma».

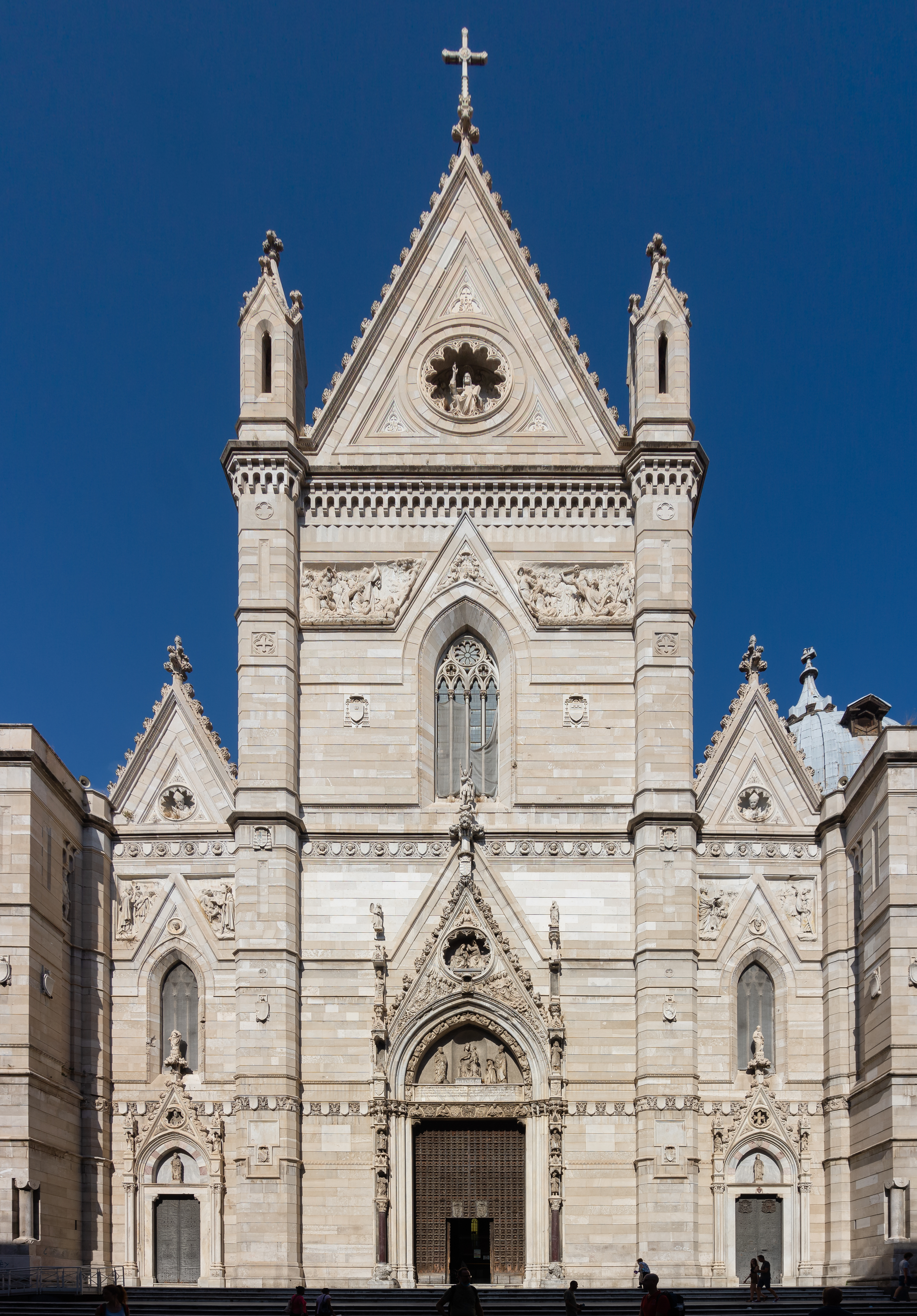
La fachada de la catedral de Nápoles o de San Genaro. De estilo gótico, fue restaurada a finales del siglo, pero conserva la entrada del XIV.

La catedral de Nápoles (Duomo di Napoli, en italiano) es todo un compendio histórico de estilos arquitectónicos. Probablemente, en la Antigüedad, en su sitio se erguía un templo de Apolo, consagrándose el primer templo cristiano en tiempos de Constantino, siglo IV. Para llegar a los orígenes del edificio actual debemos remontarnos al 1299, al reinado de los Anjou. Al ser remodelada en los siglos siguientes, posee diversos estilos arquitectónicos: la fachada neogótica del purismo italiano del siglo XIX, sus puertas son góticas y la sala principal barroca. La catedral alberga el baptisterio más antiguo de Occidente.
Un ejemplo del estilo barroco en esta iglesia, es la capilla del tesoro, que posee la estatua de San Gennaro y otras 51 estatuas de plata. El tesoro está formado por varias donaciones de ricos devotos, entre los cuales sobresale la mitra de plata con piedras preciosas donada por Matteo Treglia; debido a su grandiosidad (según un equipo de expertos, con sus 21 000 joyas es hasta más rico del Tesoro de la Corona británica y de los zares de Rusia), sus elementos están custodiados no solo en la capilla, sino también en el Museo del Tesoro di San Gennaro y en una cámara de seguridad del Banco de Nápoles. En la capilla, se encuentran cápsulas que contienen la sangre del santo. Todos los 19 de septiembre, aniversario de la muerte del santo, la sangre se licua, este milagro que atrae miles de fieles anualmente, y es uno de los primeros casos de sangre licuada, junto a la de san Charbel Makhlouf en el Líbano o la de san Pantaleón (monasterio de la Encarnación, Madrid).

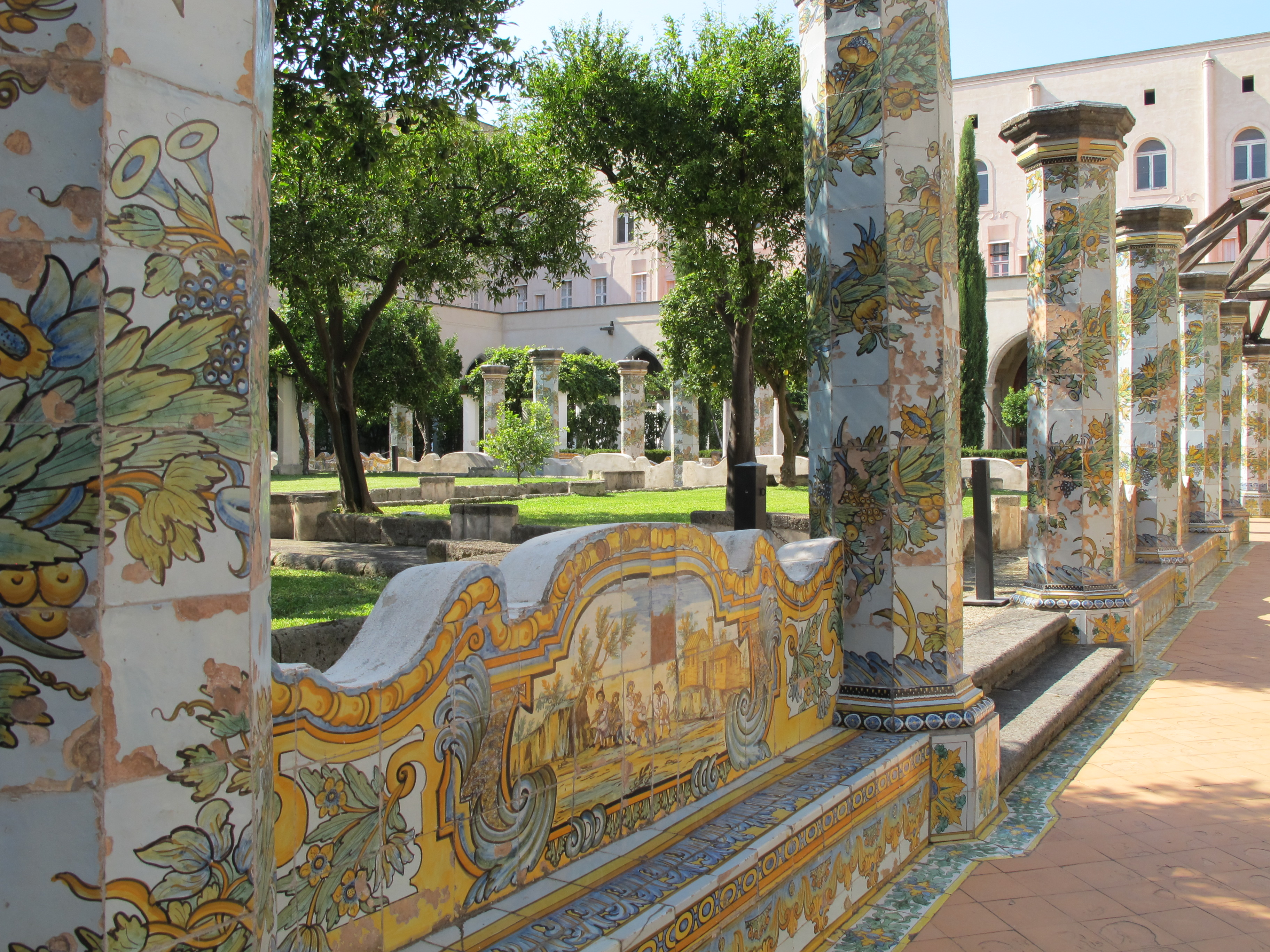
Mayólicas en el claustro de Santa Chiara.

Entre las principales iglesias de la ciudad, también se encuentra el Monastero de Santa Chiara, en el corazón del centro histórico de la ciudad, construido entre 1310 y 1340 por Roberto de Anjou. La original estructura gótica tuvo una reestructuración barroca en el siglo XVII. En 1943 fue prácticamente destruida por los bombardeos aliados, y posteriormente, completamente restaurada a su original forma gótica. En su interior yace el rey Roberto de Anjou, María Cristina de Saboya y el héroe nacional Salvo D'Acquisto.
La Basílica de Santo Domingo Mayor, ubicada en la plaza homónima, fue construida entre 1283 y 1324 por Carlos II de Anjou; fue restaurada después de grandes desastres, en estilo barroco en el siglo XVII, y en estilo neogótico en el siglo XIX. En esta iglesia, se encuentra una antigua tabla de Santo Tomás de Aquino sobre teología.
Otra iglesia importante de Nápoles es la Basilica santuario di Santa Maria del Carmine Maggiore (iglesia del Carmen). Está situada en la zona donde ocurrió la revuelta de Masaniello en 1647; durante la cual se cuenta que ocurrió un milagro: un proyectil entró en la iglesia directo contra la cruz de Cristo, pero Jesús cambió el curso del disparo, dañando solo la corona de espinas. En el interior, se conserva la tumba del príncipe Conradino de Hohenstaufen.

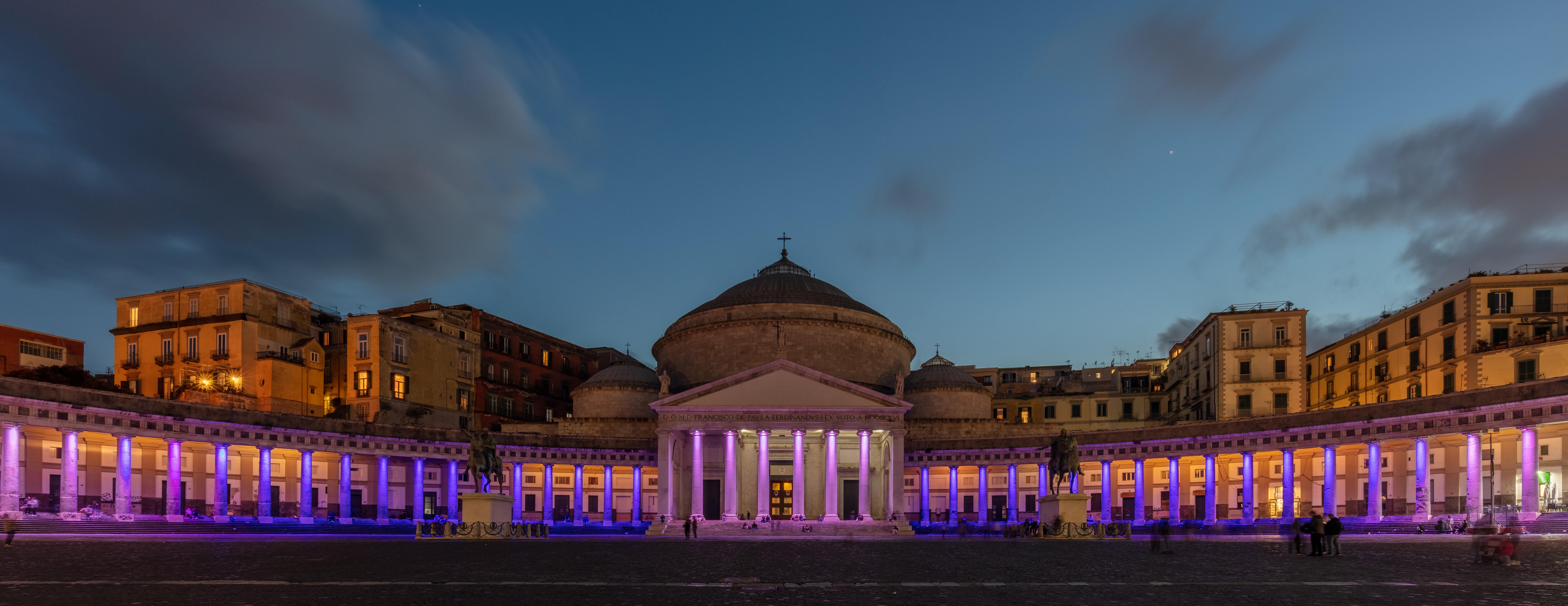
Basílica de San Francisco de Paula en la Piazza Plebiscito.

Pero quizás la iglesia más famosa de Nápoles sea la basílica de San Francisco de Paula ubicada en la de plaza del Plebiscito, frente al Palacio Real de Nápoles. Se trata de la más importante iglesia italiana del período neoclásico. La iglesia, por su forma circular, recuerda el Panteón de Agripa. La fachada es precedida por un pronao formado por seis columnas y dos pilares de orden jónico.
La capilla de Sansevero o Templo de la Piedad, del siglo XVIII, donde se conserva un famoso Cristo Velado de Giuseppe Sanmartino y unas extrañas "máquinas anatómicas" vinculadas a la oscura historia del príncipe Raimondo di Sangro.
Para concluir, se debe citar la basílica de San Lorenzo Maggiore construida por Carlos de Anjou en el siglo XIII. En el interior se encuentran las tumbas de Caterina de Austria, Carlo y Giovanna di Durazzo y Roberto de Artois. En esta iglesia Giovanni Boccaccio encontró su amor, Fiammetta, y Petrarca rezó la noche del 4 de noviembre de 1343, aterrorizado por la predicción de un ermitaño sobre una desastrosa tormenta. Las excavaciones arqueológicas de 1976 bajo San Lorenzo muestran restos del macellum (mercado) de la ciudad grecorromana. La estratificación de estas excavaciones, aunque bastante compleja, permite reconstruir confiablemente diferentes etapas históricas de la ciudad con estructuras griegas tan antiguas que datan del siglo siglo IV a. C.
Nápoles alberga también una iglesia nacional española, la Pontificia Real Basílica de Santiago de los Españoles, construida por el virrey Pedro de Toledo en 1540.

### Plazas, calles y lugares típicos

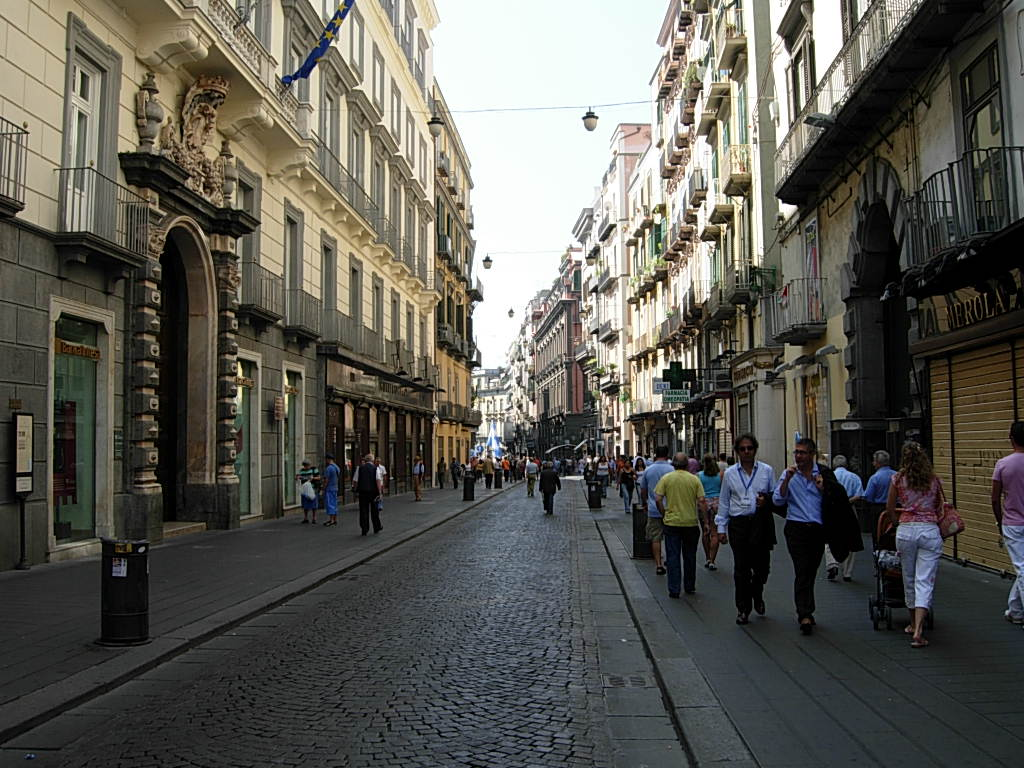
La Vía Toledo.

Entre las calles principales del centro de Nápoles, se encuentra la Via Toledo, hace pocos años llamada Via Roma. Lleva su nombre en memoria del virrey Pedro Álvarez de Toledo que la construyó en el 1536. Esta calle es una de las principales arterias comerciales de la ciudad en la que se encuentran las tiendas de los principales diseñadores. Es también un reclamo turístico, al jalonarla numerosos palazzi como la sede del Banco de Nápoles, el Palacio Doria d'Angri, el Colonna di Stigliano, la iglesia de Spirito Santo, el acceso este a la Galleria Umberto I, la Piazza Trieste e Trento y la iglesia de San Fernando. Más allá de Piazza Dante, la calle conserva su antiguo nombre, Via Roma.

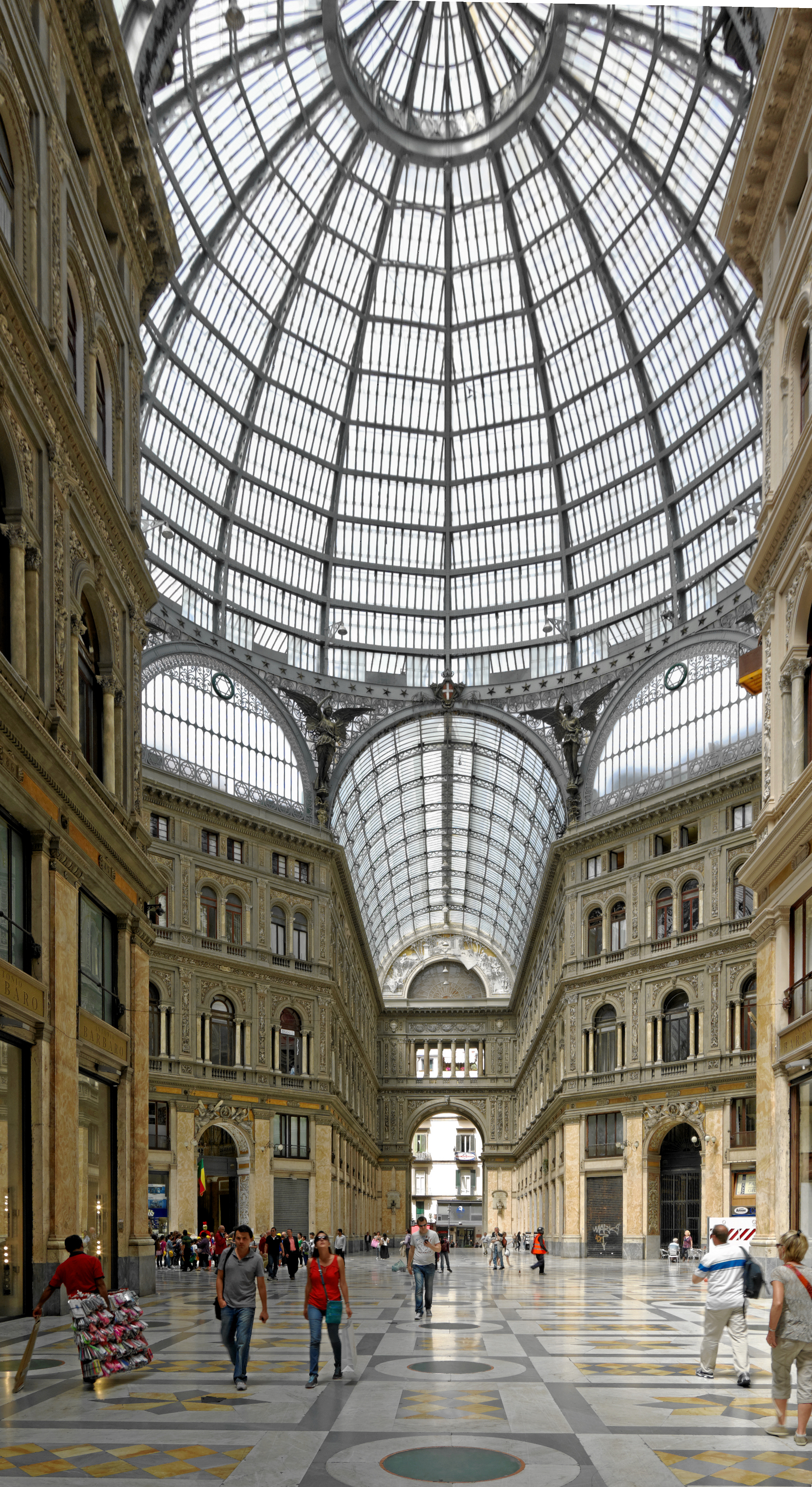
Galleria Umberto I. Cruce de sus dos calles.

Una de las mayores plazas y tal vez la más notable de la ciudad es la Piazza del Plebiscito. Esta plaza se encuentra entre el Palacio Real y el Teatro San Carlo, formando una elipse en medio de la cual se erigen dos estatuas ecuestres, una de Carlos III, obra de Antonio Canova, y Fernando I conmemorando el regreso al poder de la Casa de Borbón, tras la ocupación napoleónica y el gobierno de Murat. Desde 1994, cuando Nápoles hospedó la cumbre del G7, la plaza dejó de utilizarse como aparcamiento y recuperó su antigua importancia como espacio público, dónde con frecuencia se celebran conciertos, manifestaciones y hasta representaciones de ópera en Navidad.
En esta plaza se encuentra la basílica de San Francisco de Paula. Con la demolición en 1809 de los conventos en el Largo di Palazzo, Murat liberó el espacioso terreno que hoy conforma la plaza, pensada como un foro en que un grandioso edificio civil en forma de hemiciclo confrontaría el Palacio Real. Con la subida al poder de Fernando I, el edificio se destina a usos religiosos y en el 1824 se termina el conjunto, de 53 m de altura, 38 columnas dóricas y un pronao monumental enfrentado al Palacio Real. La intención del arquitecto era recuperar la plaza como centro de las actividades políticas, religiosas, económicas y culturales de la ciudad.
Más antigua es la Piazza Dante, conocida en los siglos XVI y XVII como el Mercatello, al albergar una gran cantidad de puestos comerciales, si bien entre el 1757 y el 1765 fue completamente reconstruida por Luigi Vanvitelli, quien la planificó con una estatua de Carlos III en su centro, que nunca llegó a ocupar dicho lugar. Al invadir Napoleón la ciudad, en este lugar se levantó el árbol de la libertad y desde la unificación italiana la estatua que da nombre a la plaza es la de Dante Alighieri. De espaldas al poeta se encuentra la iglesia de San Michele con sus alas en hemiciclo coronadas por veintiséis estatuas, tantas como virtudes se le atribuían al rey Carlos. En el 2002, la plaza fue restaurada por la arquitecta Gae Aulenti; ahora más espaciosa y dotada de una vistosa entrada de cristal al metro.

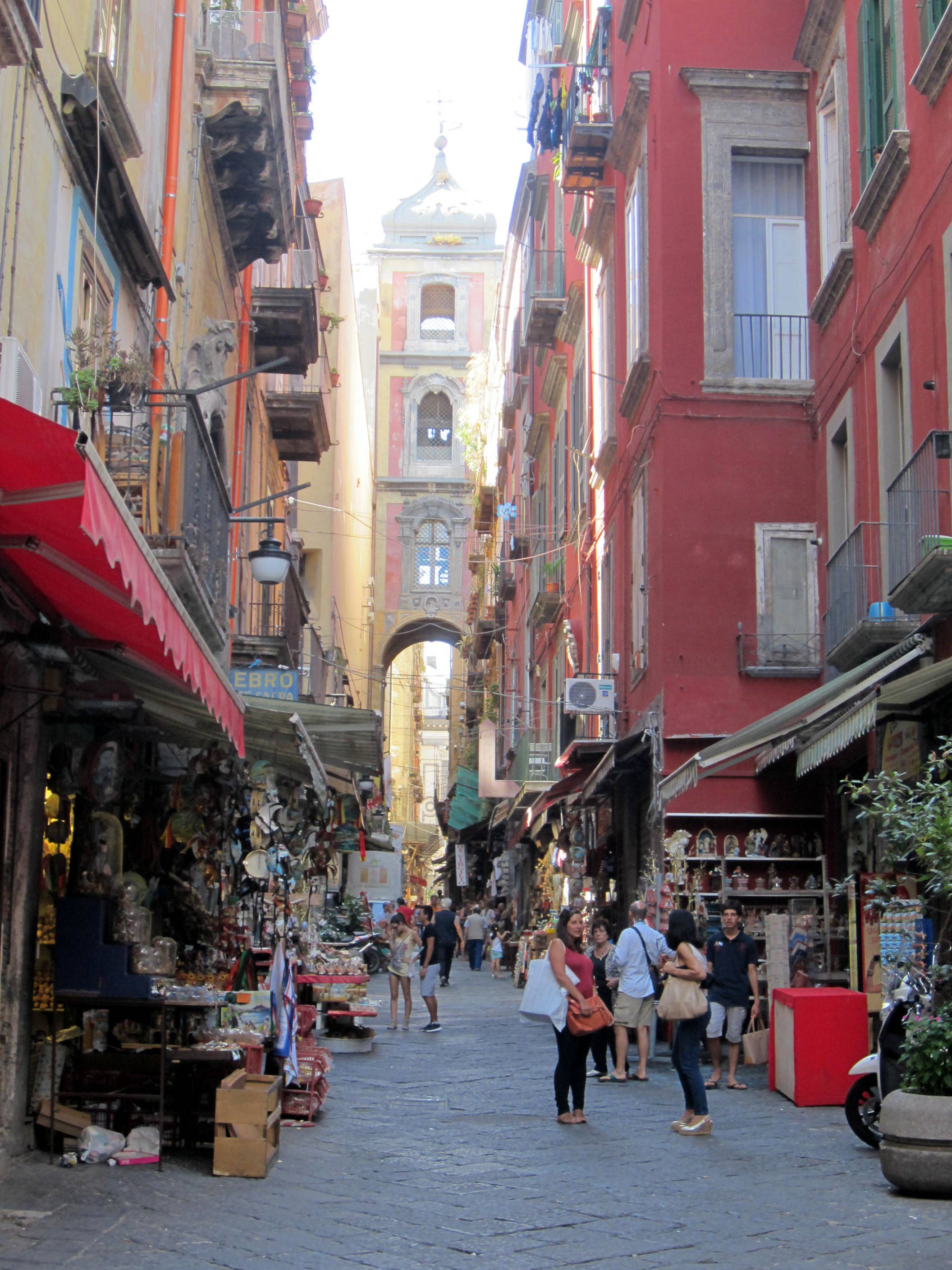
La Via San Gregorio Armeno.

La zona de San Gregorio Armeno atrae entre noviembre y enero a turistas de todo el mundo. Aquí se localiza el gran mercado del pesebre napolitano, tradición navideña local, donde se encuentran los modelos más refinados y singulares del niño Jesús, María, José, pastores, santos y muchas otras piezas que ayudan a representar la Nazaret de la época. La calle toma el nombre de la importante iglesia homónima construida entre el 1574 y el 1580 con frescos internos de Luca Giordano. Todos los martes se recuerda el milagro de la licuefacción de la sangre del diente de Santa Patricia.
Otra arteria importante, es la Spaccanapoli, correspondiente al antiguo decumano inferior de la ciudad grecorromana. Cobró importancia entre la Edad Media y el siglo XIX por albergar conventos de varios órdenes religiosas y residencias de familias poderosas. Es formada por varias calles, como Via Benedetto Croce, donde se encuentra el Palazzo Filomarino y el Instituto Italiano de Estudios Históricos.
En Piazza del Gesù Nuovo se sitúa la iglesia homónima y en el centro se encuentra el Obelisco de la Inmaculada, de 34 metros de altura, con una estatua de la Virgen de la Inmaculada Concepción erigida en 1747; el 8 de diciembre de cada año, se celebra la ceremonia de la Inmaculada Concepción colocándole a la Virgen una corona de laureles.
El tramo más largo de paseo marítimo de Nápoles toma el nombre de Via Caracciolo, en honor al almirante Francesco Caracciolo. La calle es reciente, del siglo XIX, y es separada de la Riviera di Chiaia (nombre que deriva de la palabra napolitana chiaja, en español «playa») por la Villa Comunale.
Con sus 1,3 kilómetros de longitud, el Corso Umberto I (también conocido como Rettifilo, ya que se desarrolla en línea recta) constituye una arteria fundamental de la ciudad, conectando la Piazza Garibaldi con la Piazza Bovio. La calle fue trazada durante el Risanamento, una gran intervención urbana al fin del XIX que comportó la demolición de barrios populares y antiguos edificios.

### Parques y tiempo libre

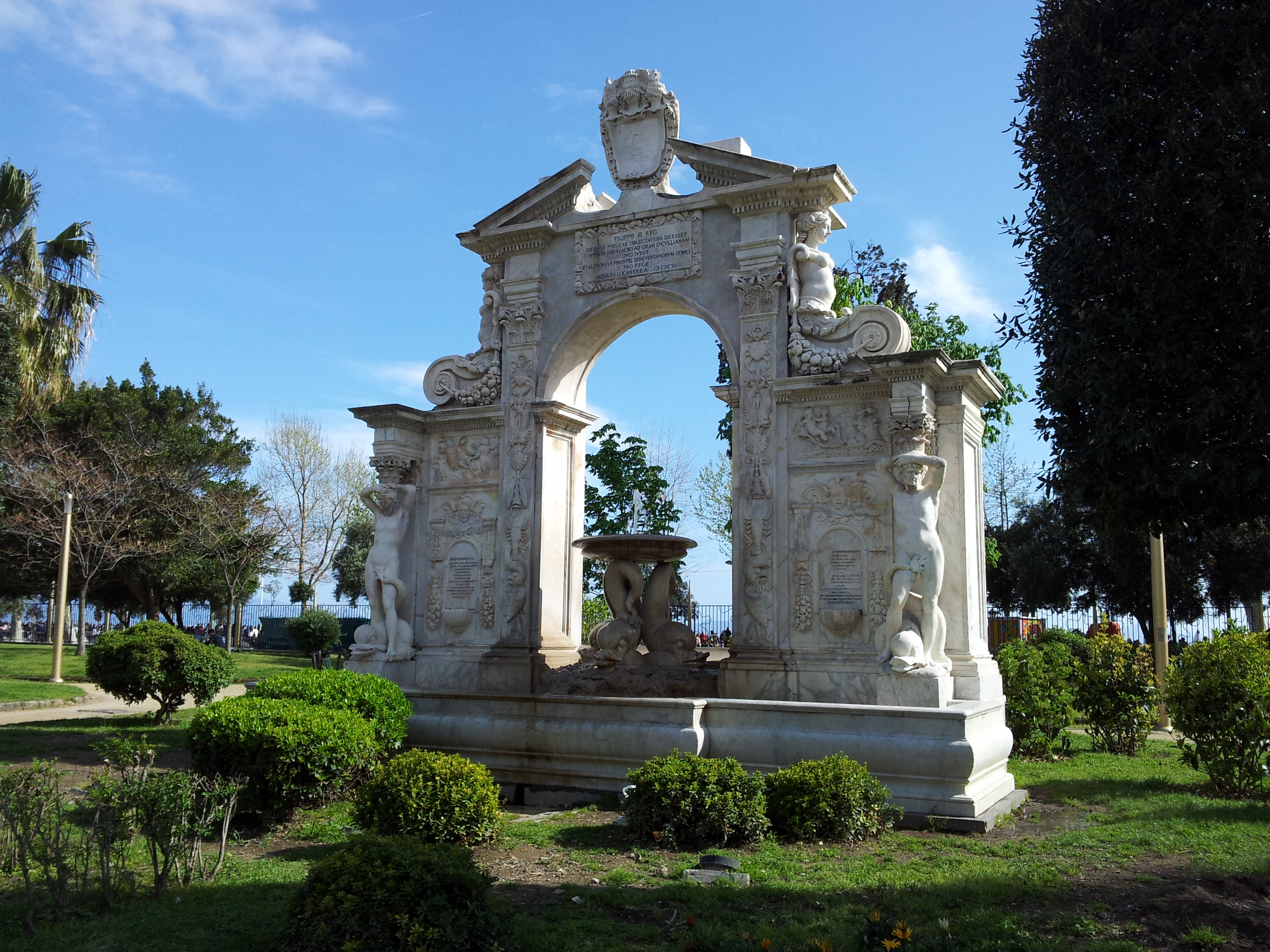
Villa Comunale.

La Villa Comunale en una zona de recreación de la costanera que posee estatuas, fuentes y diversos árboles. Fue construida en 1780 y es un lugar muy preferido por los napolitanos desde que se remodeló en los años 1990. En el interior, se encuentra la Estación Zoológica Anton Dohrn que alberga el Acuario de Nápoles, el más antiguo del mundo y uno de los famosos de Europa.
El parque de Capodimonte es el principal pulmón verde de la ciudad, fue creado por Friedrich Dehnhardt en el 1833.

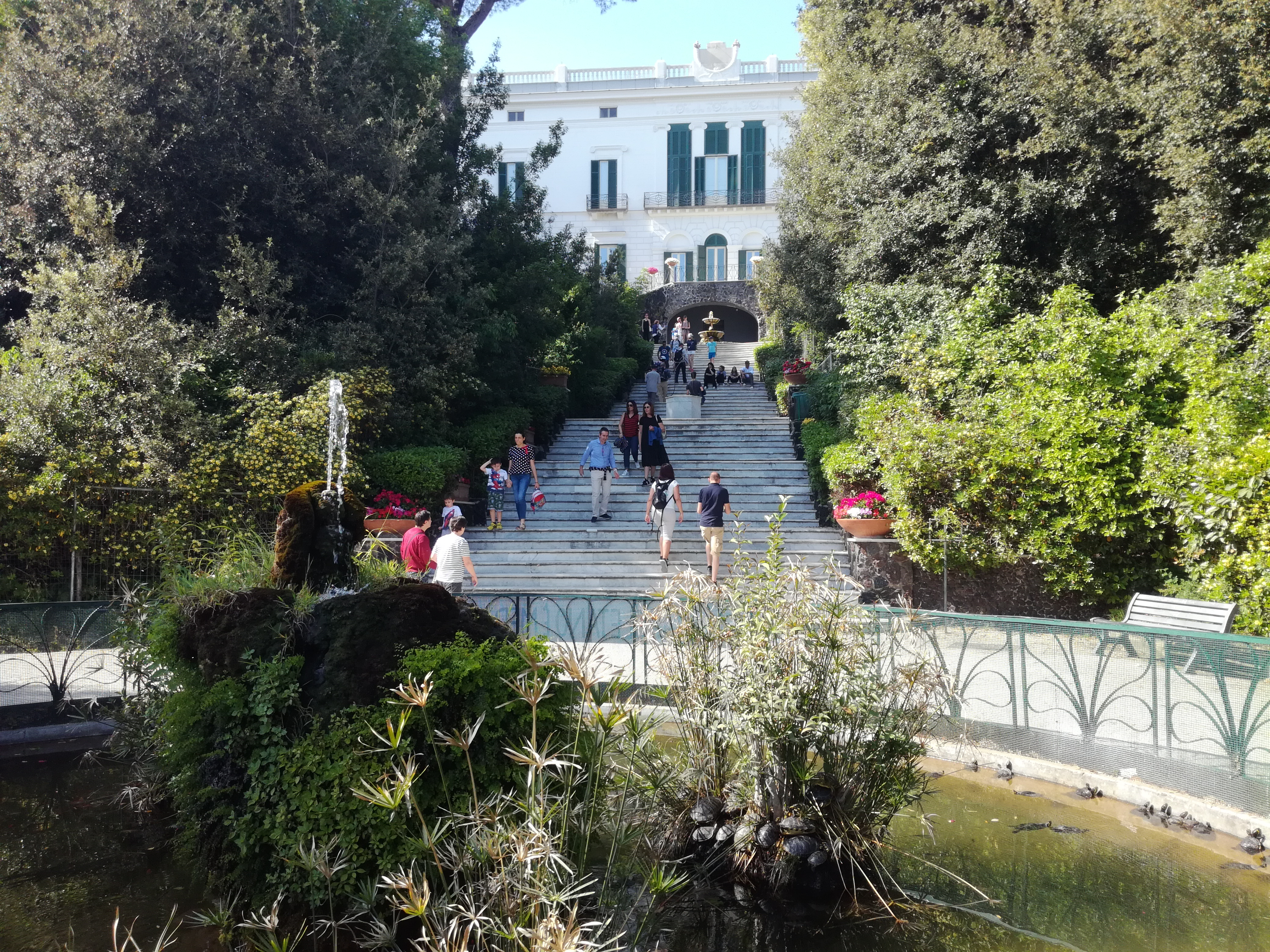
Villa Floridiana.

La Villa Floridiana, que toma en nombre de Lucía Migliaccio, duquesa de Floridia, es sede del Museo Nacional de la Cerámica.
Otro importante parque es el parque Virgiliano, que mira hacia el pequeño islote volcánico de Nisida que fue nombrado por el poeta romano clásico Virgilio, el autor de la  Eneida, que recibió parte de su educación en la ciudad.
La Tumba de Virgilio está situada en el parque Vergiliano a Piedigrotta, famoso por albergar también el monumento sepulcral del poeta Giacomo Leopardi y la entrada de la Cripta Napolitana.

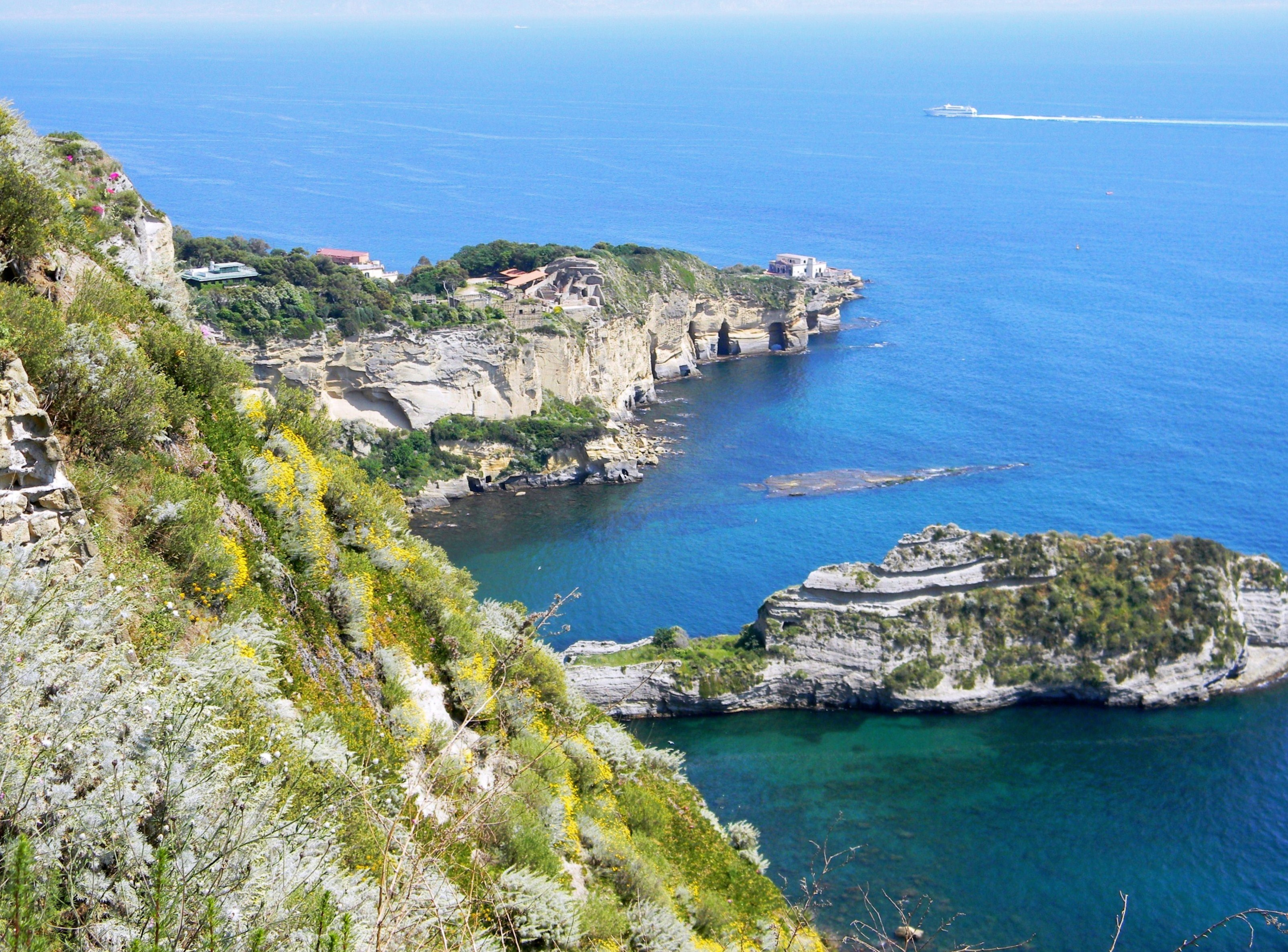
La bahía de Trentaremi vista desde el mirador del parque Virgiliano.

La costa napolitana es la única del Mediterráneo que posee un parque arqueológico sumergido, el de Gaiola: muchas ruinas de la época romana quedaron sumergidas debido a la erosión marina que hundió siete metros de costa napolitana. El parque es adyacente a otro sitio arqueológico, el Parque Arqueológico de Posillipo, que alberga una villa romana del siglo I a. C., un teatro con capacidad para 2000 espectadores, un odeón para pequeños espectáculos, un ninfeo y un complejo termal.
A las afueras de la ciudad, se encuentra el parque nacional del Vesubio, los Campos Flégreos y las islas de Capri, Isquia, Procida y Vivara.
El tiempo libre tiene una gran importancia en los barrios de Bagnoli, sede de discotecas, restaurantes y bares, y de Fuorigrotta, donde se encuentran el Stadio Diego Armando Maradona, que sirve de sede habitual al club de fútbol SSC Napoli, y el pabellón polideportivo PalaBarbuto, donde juega el Napoli Basket. A poca distancia está situada la piscina olímpica Felice Scandone, que fue utilizada en los Juegos Mediterráneos de 1963 y en la Universiada de 2019, y sirve de sede habitual a los históricos clubes de waterpolo Circolo Nautico Posillipo y Circolo Canottieri Napoli, entre los más galardonados de Italia.
En Fuorigrotta está ubicado también el parque de atracciones Edenlandia, el más antiguo de Italia, fundado en 1965 y recientemente renovado. En la zona se encuentra el Jardín Zoológico, fundado en 1940, una bolera sede de numerosos torneos, un multicine con nueve salas, comida rápida y sala de juegos, campos de fútbol y de tenis.

### Centro direccional

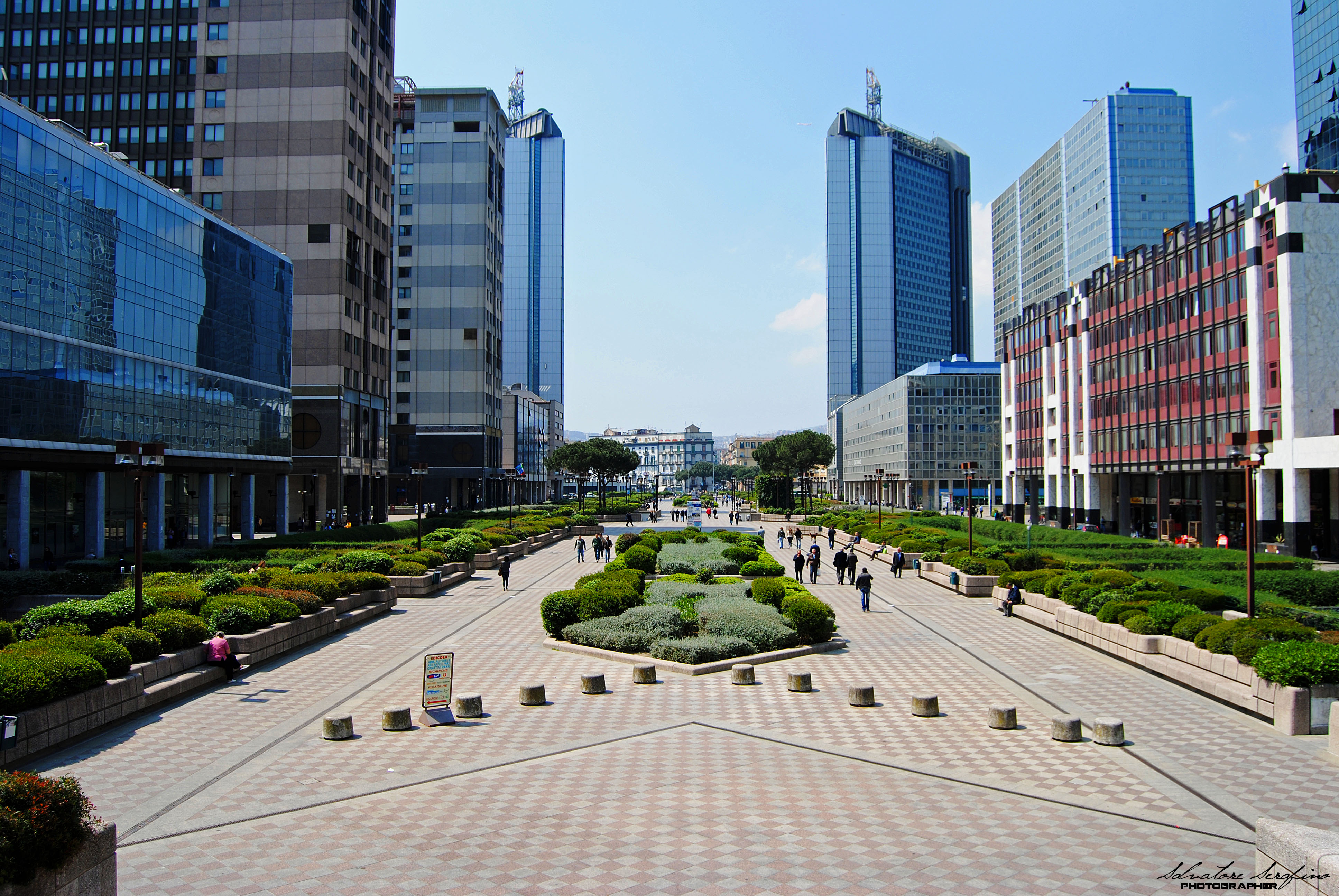
Viale della Costituzione, una de las calles del CDN.

Centro Direzionale di Napoli es el nombre que recibe la zona de rascacielos próxima a la Stazione Centrale. Se empezó a planificar a mediados de los años 1960 con el doble objetivo de descongestionar el centro histórico y de dotar de nuevas oficinas a la administración pública.
Su construcción comenzó en 1985 y contó con diseños de arquitectos tan prestigiosos como Renzo Piano. El edificio más alto es la Torre Telecom Italia (edificio más alto de Italia hasta 2010) que alcanza 129 m, seguido de las Torri Enel 1 & 2 de 122 m. El gobierno regional de Campania ocupa el Consiglio Regionale Campania de 115 m.
El Centro Direzionale di Napoli suele sorprender al turista, dado lo difundido del estereotipo de Nápoles como ciudad decadente y poco industrializada, tópico que comparte con todo el sur de Italia.

### Nápoles subterránea

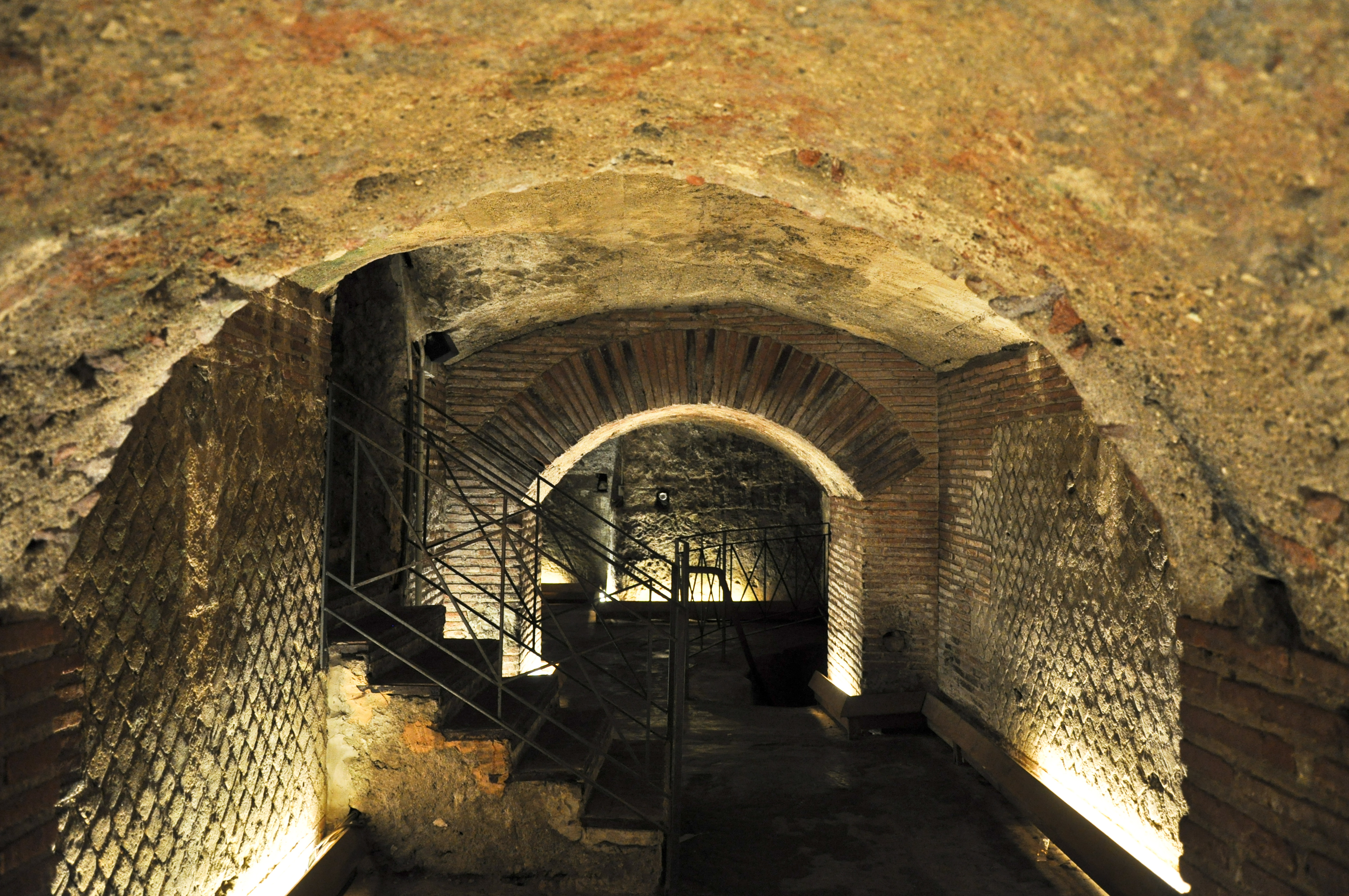
Proscenio del Teatro romano de Neápolis.

Nápoles subterránea es un complejo catacumbas y galerías que se encuentran bajo la ciudad. En la antigüedad era una verdadera ciudad subterránea, muchas calles tenían sus galerías paralelas bajo tierra.
En la época romana, muchos cristianos que eran perseguidos, se refugiaban en estas catacumbas. Uno de los casos fue el del mártir San Gennaro, que era perseguido por predicar el cristianismo en una Italia que era oficialmente pagana.
Durante la Segunda Guerra Mundial, se utilizaron estas catacumbas como refugio para los bombardeos de los Aliados contra la ciudad.
En la actualidad, aunque muchos pasajes están bloqueados, se aprovechan estas catacumbas con fines turísticos. Se realizan tours en los cuales los turistas son informados sobre la historia de esta Nápoles subterránea. Se puede acceder desde la plaza San Gaetano y desde la Via Santa Ana di Palazzo.

## Cultura

### Fiestas y eventos
- Febrero: Nauticsud, feria dedicada a la navegación de recreo.
- Abril-mayo: Comicon-Salón Internacional del Cómic de Nápoles.
- Mayo: Gran Premio Lotteria di Agnano, concurso hípico internacional en el hipódromo de Agnano; Maggio dei monumenti (mayo de los monumentos).
- 15-16 de julio: fiesta de la Virgen del Carmen (Carmine), manifestaciones populares en la Plaza del Mercado y en la iglesia del Carmine.
- Septiembre: Pizzavillage; fiesta de Piedigrotta.
- 19 de septiembre: fiesta de San Jenaro en la catedral, donde se produce el fenómeno de la licuefacción de la sangre del santo.
- Septiembre-octubre: Napoli Film Festival, festival independiente de cine.
- 31 de diciembre: fin de año en la Piazza Plebiscito y en el paseo marítimo con música, bailes y fuegos artificiales.

### Arte
Durante su historia, la ciudad ha tenido una presencia artística de primer plano. En la actualidad, se trata de mantener viva esta tradición. La Academia de Bellas Artes, fundada por Carlos III de Borbón en el 1752, ha sido el centro de la actividad de la Escuela de Posillipo en el siglo XIX y ha sido dirigida por personalidades como Doménico Morelli, Vincenzo Petrocelli, Saverio Altamura y Gioacchino Toma. Hoy se realizan cursos de pintura, decoración, escultura, escenografía y restauración.
Histórica es la tradición del Conservatorio de San Pietro a Maiella, en el corazón de la ciudad, fundado en el 1826 por Francisco I de las Dos Sicilias. El teatro principal de la ciudad es el Teatro de San Carlos, del siglo XVIII: inaugurado el 4 de noviembre de 1737, es el más antiguo teatro de ópera activo del mundo y ha sido el modelo de los siguientes teatros de Europa.
Pintura

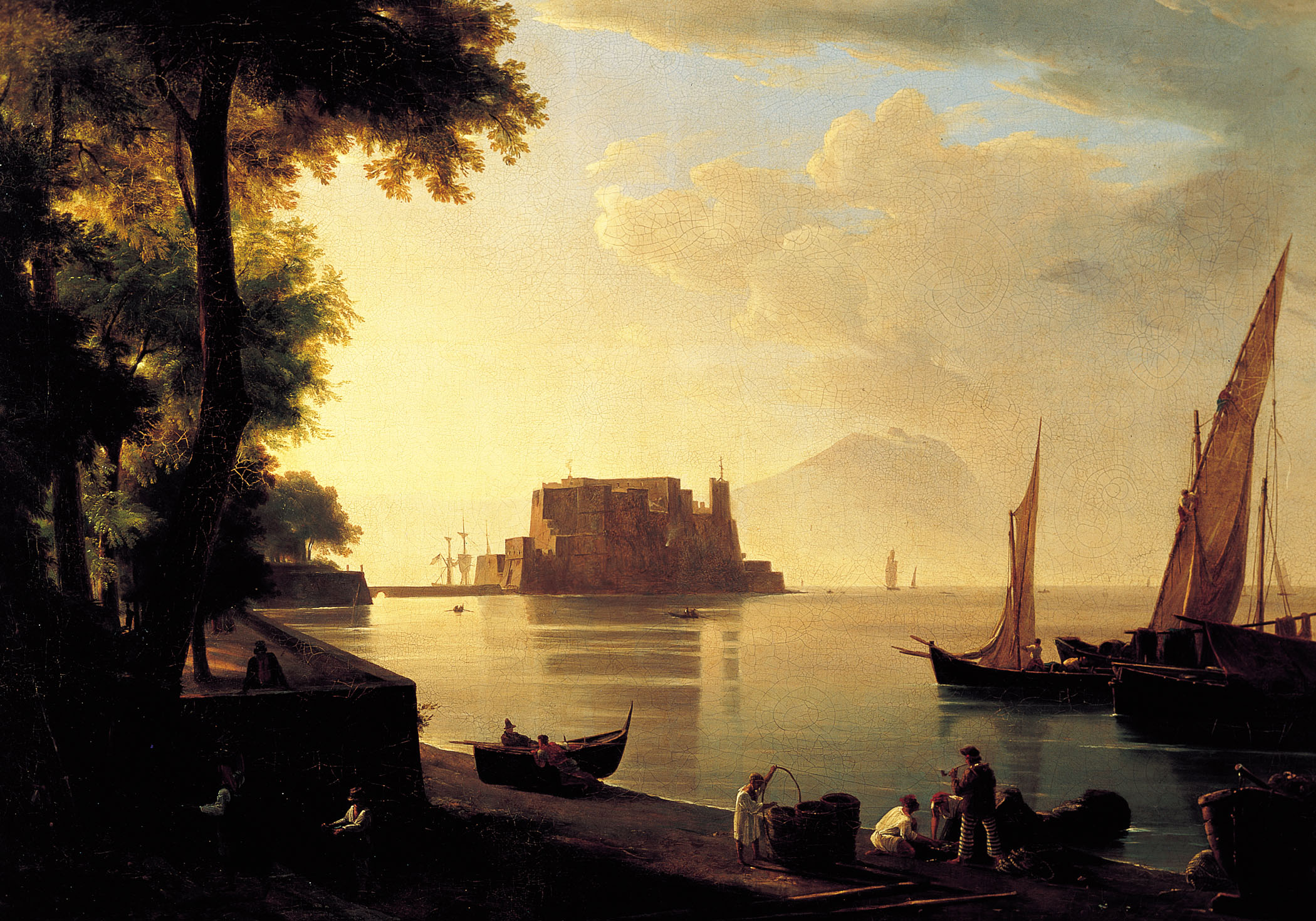
Castel dell'Ovo desde la playa, de Anton Sminck van Pitloo (siglo).

La pintura napolitana asume una identidad propia en el siglo XVII con algunos pintores famosos como Battistello Caracciolo, Aniello Falcone, Mattia Preti y Luca Giordano que siguieron los pasos de Caravaggio, que vivió en Nápoles entre el 1607 y 1610 enseñando su arte.
En el siglo XVIII la pintura napolitana se acerca a las corrientes europeas del siglo: la Ilustración y una continuación del Barroco (Barroco tardío), con un mayor interés en la decoración.
La pintura napolitana se transforma completamente en el siglo XIX, se abandona el Barroco tardío realizando un vasto movimiento artístico pasando al Romanticismo. Su principal expresión es la escuela de Posillipo entre el 1820 y el 1850.
Música
Nápoles ha tenido un importante y vibrante rol durante los siglos, no solo en la música italiana, sino en la historia general de las tradiciones musicales de Europa occidental. Esta influencia va desde el siglo XVI, en la música de Alessandro Scarlatti durante el Barroco y las óperas de Pergolesi, Piccini, Rossini, Paisiello, Donizetti y Mozart. La particularidad de la música popular napolitana del siglo XIX y comienzos del XX ha hecho canciones como 'O sole mio, Funiculì Funiculà, Core 'ngrato y 'O surdato 'nnammurato.
La canción napolitana es un género musical de origen popular al que pertenecen canciones como 'O sole mio, Torna a Surriento, Funiculì, funiculà, etc. La primera institución dedicada a la promoción de la canción napolitana se creó en el primer tercio del siglo XIX, cuando en la Festa de Piedigrotta (en honor de la Santa María de Piedigrotta), se creó un concurso de canciones que ganó, en su primera edición, una obra de Gaetano Donizetti.
Teatro

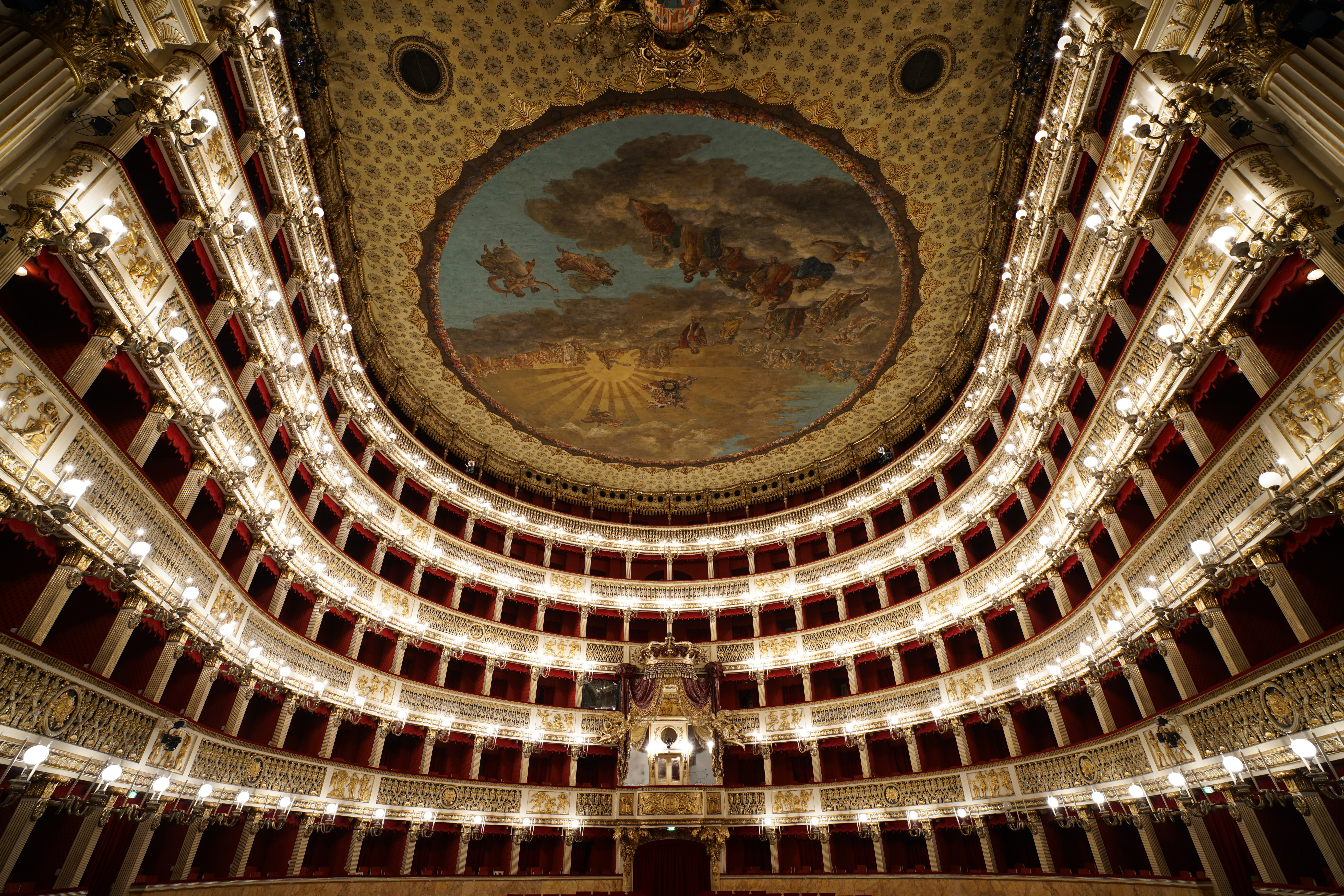
Interior del Teatro San Carlo, el más antiguo teatro de ópera activo del mundo. Ha sido el modelo de los siguientes teatros de Europa.

El teatro napolitano es una de las tradiciones artísticas más importantes de la ciudad. Entre sus principales exponentes están Antonio Petito, Raffaele Viviani, Eduardo Scarpetta y los hermanos Eduardo, Titina y Peppino De Filippo. Entre las comedias más importantes se encuentran Il sindaco del rione Sanità, Natale in casa Cupiello, Filomena Marturano, Uomo e galantuomo y Questi fantasmi. Muy importante en el teatro napolitano es el Polichinela (Pulcinella, en italiano), vestido siempre de blanco y con un gorro puntiagudo; tenía la nariz aguileña y la barbilla prominente, con voz nasal y de elevado volumen.
El teatro más importante de Nápoles es el Teatro de San Carlos (Teatro San Carlo), con capacidad para 3000 personas. Fue construido en menos de un año, e inaugurado el 4 de noviembre de 1737, siendo el más antiguo teatro de ópera activo del mundo. Por sus dimensiones y estructura, ha sido el modelo de los siguientes teatros de Europa. En 1816 fue restaurado después de un incendio. Entre los directores y compositores que se han presentado en el teatro, están Gioacchino Rossini y Gaetano Donizetti.
Arte contemporáneo
La ciudad partenopea es seguramente la ciudad italiana más activa en materia de arte contemporáneo, con numerosas muestras y exposiciones temporales. Todo esto ha desembocado en la inauguración de dos museos en 2005. Por un lado en el restaurado Palazzo Roccella que alberga el PAN (Palazzo delle Arti di Napoli) y por otro el MADRE (Museo d'Arte Contemporanea Donna Regina), sito en el Palazzo Donnaregina, reestructurado por Álvaro Siza.
Otro proyecto llamativo es el Metrò dell'Arte, como es conocida la línea 1 del metro de la ciudad. El proyecto engloba un acondicionamiento de todo el entorno de los accesos así como exposiciones en las estaciones, donde participan pintores famosos como Joseph Kosuth, Mimmo Rotella o Mario Merz; además de jóvenes emergentes.
Por último, en la ciudad se celebran eventos internacionales. En 2005 fue sede de la «Reunión de jóvenes artistas de Europa y del Mediterráneo», en la cual participaron 700 jóvenes.

### Gastronomía
La cocina napolitana, como la del resto de Italia, posee cinco platos: el antipasto (una picada antes de la comida), el primo piatto (suele ser un plato de pasta), el secondo piatto (el plato principal, suele ser pescado, carne o pollo, entre otros), el contorno (un acompañamiento del secondo piatto, generalmente a base de verduras u hortalizas) y el dolce (masitas dulces acompañadas por un limoncello).
Pizza

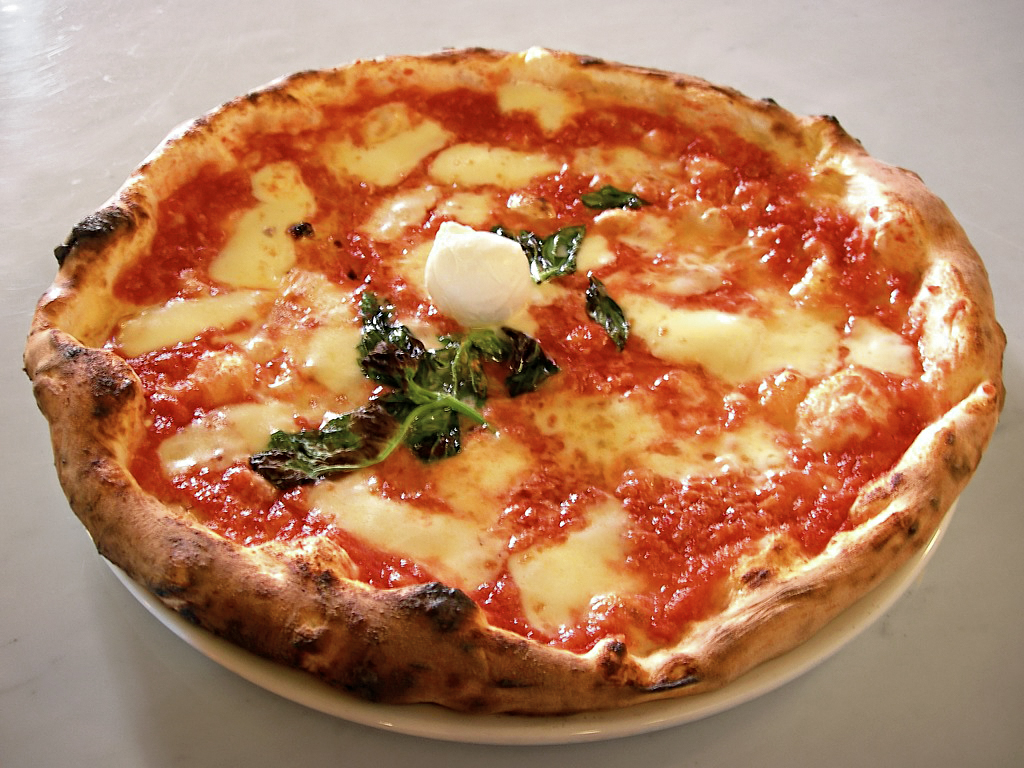
Pizza Margherita.

La pizza es un plato típico de la cocina napolitana con marca patentada denominada Specialità Tradizionale Garantita (STG; en español: «Especialidad Tradicional Garantizada»). En su forma básica, una pizza es un pan plano, generalmente de forma circular, cocinado en un horno con fuego de leña unos 2 o 3 minutos y cubierto por diversos ingredientes. Los básicos para preparar la pizza margarita son: queso mozzarella, salsa de tomate, aceite de oliva y albahaca. Se pueden emplear otros ingredientes como salami, jamón, pimientos, aceitunas, cebollas, champiñones y anchoas. La pizza se puede comer caliente (generalmente en el almuerzo o la cena) o fría (generalmente en un pícnic). La forma tradicional de servirla es en porciones triangulares separadas con un cortador de pizza especial, las porciones son generalmente de un sexto o un octavo del tamaño de la pizza completa. Es típico comerla sosteniéndola con la mano por su borde posterior, el cual forma una especie de engrosamiento redondeado donde no llegan los ingredientes.
Pasta

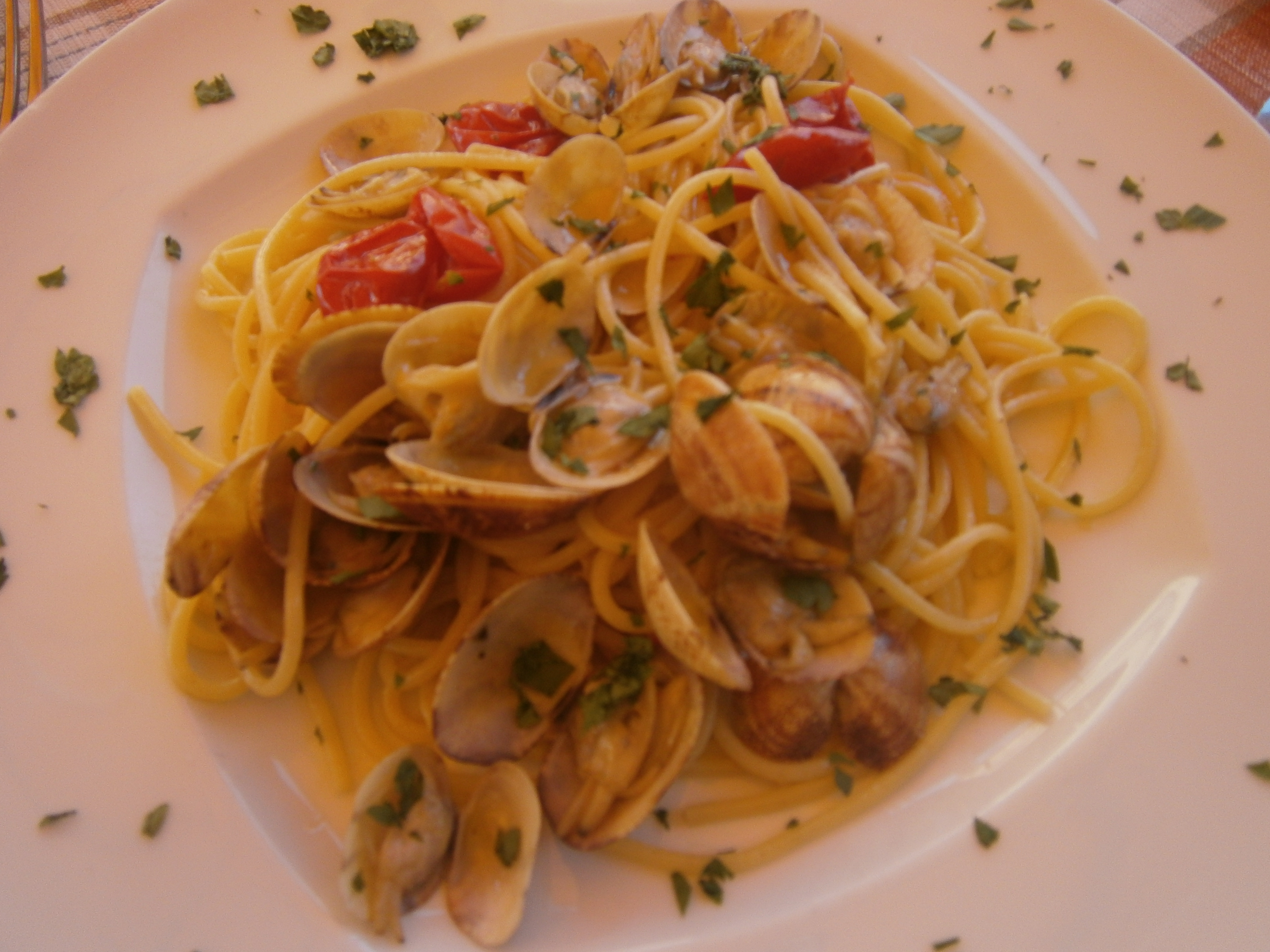
Spaghetti alle vongole.

La pasta napolitana es variada, se elaboran spaghetti, vermicelli, fusilli, tortiglioni, rigatoni, ziti, maccheroni y muchos otros. También variadas son las salsas con que se acompaña a la pasta. El plato más típico y el más simple son los spaghetti condimentado con tomate y con la perfumada albahaca napolitana. También hay comidas muy elaboradas como el ragù: la salsa se prepara especialmente con tomate, carne de ternera rellena de queso, perejil, ajo, piñones y uvas; esta salsa acompaña un plato de pasta.
Postres
Entre los postres más típicos se encuentra la pastiera napoletana con sabor de ricota y naranja. Es uno de los platos principales de la comida napolitana y está muy difundida también en los Estados Unidos.

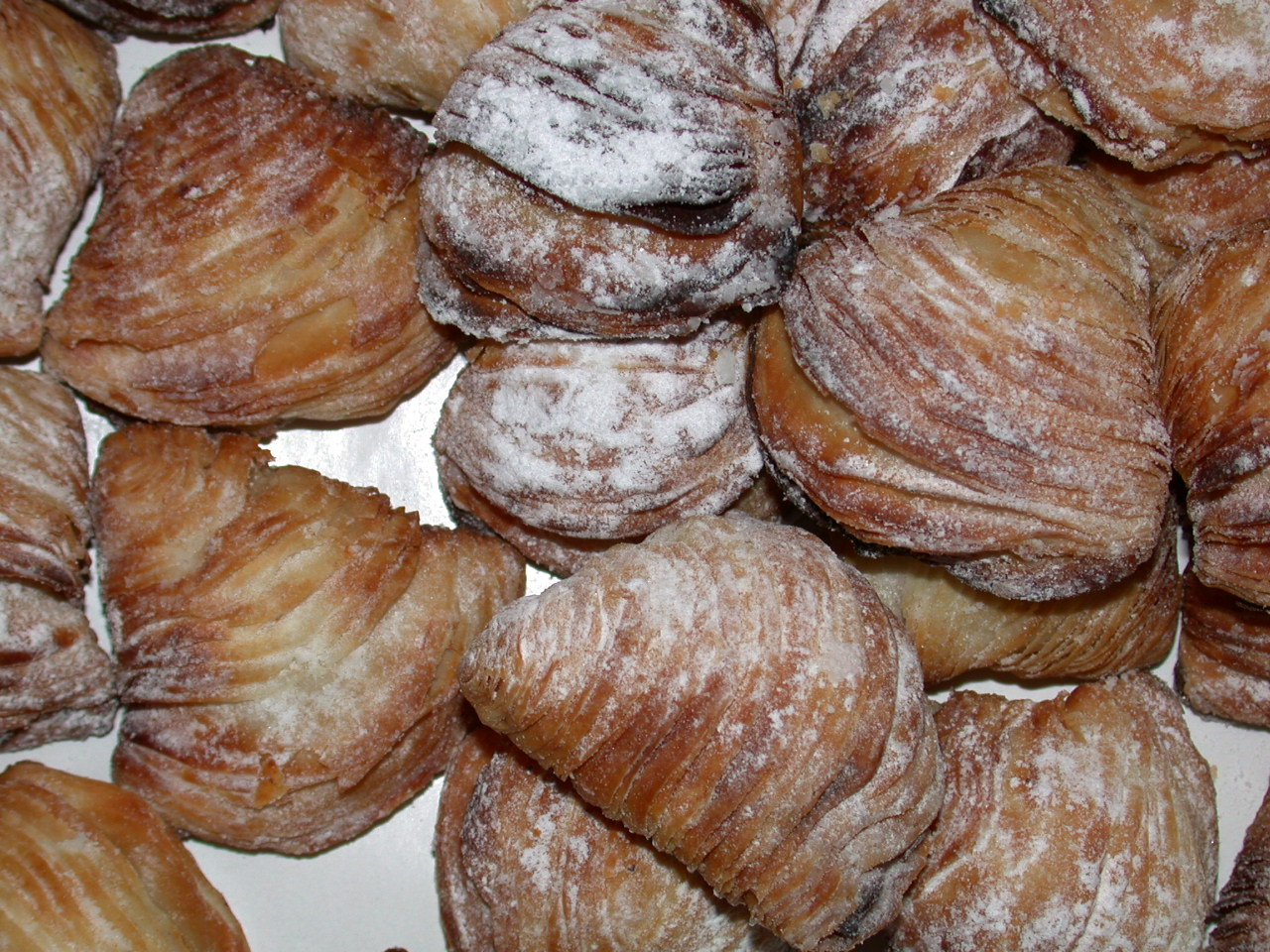
Sfogliatelle.

Importante también es la sfogliatella, pasta dulce rellena de crema de ricota, sémola, canela, vainilla, cidro y corteza de naranja confitada.
El babà es otro postre con forma de hongo agregado en licor y pintado con gelatina de albaricoque.
Los struffoli representan un dulce típico de la Navidad y consisten en pequeñas perlas (de 5 a 10 mm de diámetro) elaboradas de pasta frita aderezada con miel, generalmente decoradas con confetti de diversos colores denominados "diablitos" (diavulilli en napolitano o diavoletti en italiano).
La graffa es un dulce frito, de forma toroide, hecho a base de harina y patatas y cubierto de azúcar. Aunque es típico del Carnaval, puede encontrarse durante todo el año.

### Folclore
Polichinela

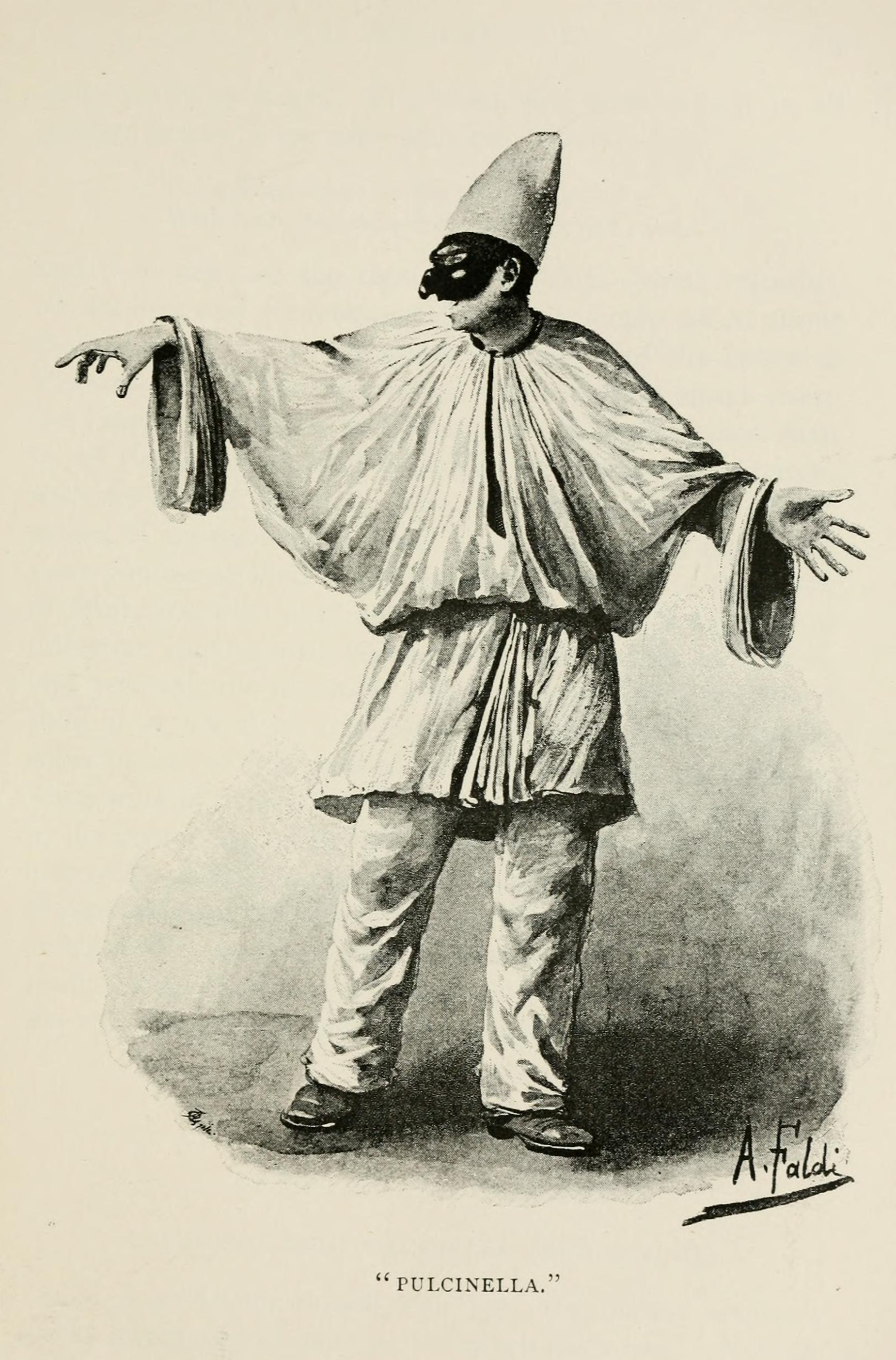
Un Polichinela.

Polichinela (Pulcinella, en italiano) es un personaje de las farsas y pantomimas italianas, de carácter burlesco. Recibe el nombre de su presunto creador, Puccio d'Aniello, famoso comediante originario del Nápoles del siglo XVI.
Para situarse un poco en contexto, durante los siglos XVI y XVII se hizo popular en Italia un estilo teatral en el que los personajes eran siempre los mismos, y los argumentos variaban según la improvisación de los personajes de acuerdo con su carácter. Se celebraban teatrillos en las calles y las plazas a las que acudía gran parte del pueblo. Así, con el paso del tiempo, los personajes adquirieron personalidad propia, y se fueron diferenciando según sus vestimentas.
Por otro lado, Polichinela vestía siempre de blanco y con un gorro puntiagudo. Tenía la nariz aguileña y la barbilla prominente, con voz nasal y de elevado volumen. A veces, también tenía joroba. Era un astuto matón que no se separaba de su garrote, para darle una paliza a quien no pensara como él.
Este personaje napolitano alcanza un gran éxito y popularidad llegando a alcanzar su fama a Francia, donde es bien acogido hasta que aparece en escena el personaje Guignol, que será la causa de su declive. En España, se lo conoció como Don Cristóbal Polichinela.
Pesebre napolitano
El presepio o presepe napoletano es una mezcla entre devoción e historia, fervor religioso y tradiciones locales. Al lado del niño Jesús, de la Sagrada Familia y de los pastores, se puede admirar una representación de la vida de la Nápoles de 1700, en el tiempo de los Borbones: damas y caballeros de la nobleza, representantes de la burguesía de la época, vendedores con sus bancos donde se pueden admirar miniaturas de quesos, pan, corderos, cerdos, ánitras, uva. Y toda la gente que se podía encontrar paseando por un mercado del siglo XVIII: gitanas prediciendo el futuro, gente jugando a los naipes, amas de casa haciendo sus compras, perros, gatos y gallinas. No importa si se lo llama Pesebre, Nacimiento o Belén, es Nápoles su capital mundial. Todos los años, a partir del último domingo de noviembre, cientos de autobuses llegan a la ciudad del Vesubio y miles de personas llenan las calles de San Gregorio Armeno y Spaccanapoli para visitar las exposiciones organizadas por las muchas bodegas artesanales en el corazón de la Nápoles española.

### Bibliotecas

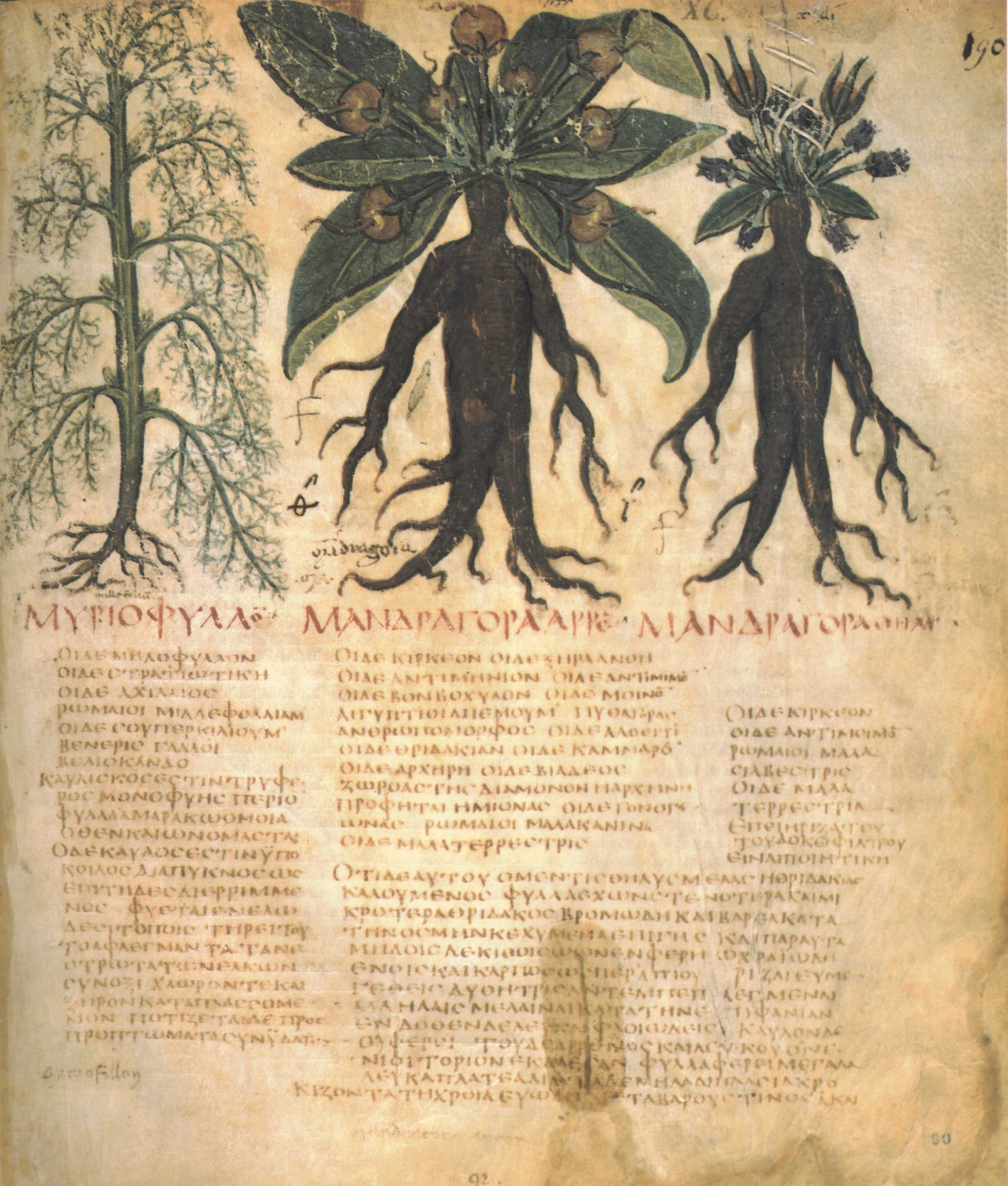
Una página de un libro de la biblioteca de Nápoles del siglo, que trata sobre la mandrágora.

En 1804 fue abierta al público la entonces denominada «Real Biblioteca Nacional de Nápoles» en el Palacio de los Estudios, actualmente sede del Museo Arqueológico Nacional. Antes de la unificación se llamaba «Real Biblioteca Borbónica». Posee dos millones de libros, 20 000  manuscritos, 8000 periódicos, 4500 incunables y 1800 papiros de Herculano traídos en 1910. Durante la Segunda Guerra Mundial, los libros fueron retirados de la biblioteca por miedo de daños por parte de bombardeos y saqueos. Fueron trasladados a una localidad cercana, hasta el 1945, cuando terminó la guerra y se reabrió la biblioteca. Hoy día la Biblioteca Nacional de Nápoles es la tercera más grande de Italia, después de las de Florencia y Roma. La biblioteca posee una enorme cantidad de textos sobre el antiguo Extremo Oriente. Bernardo Bertolucci se informó en esta biblioteca para realizar la película El último emperador en 1987.

### Ciencia
El Orto Botanico di Napoli fue fundado en 1807 durante la dominación napoleónica por los arquitectos De Fazio y Paoletti. Durante la Segunda Guerra Mundial cayó en degrado, pero entre las décadas de 1960 y 1980 fue remodelado y mejorado. Actualmente, las 12 hectáreas de terreno poseen 25 000 ejemplares de plantas. Actualmente es gestionado por la Universidad de Nápoles Federico II.
En la Casa del Salvatore (ex Colegio Máximo de los Jesuitas) se encuentran los principales museos científicos napolitanos:

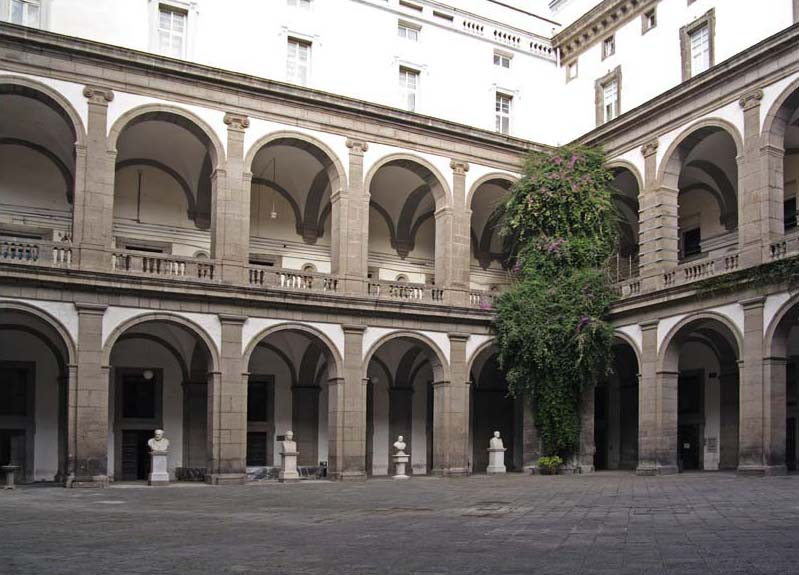
Casa del Salvatore.

- El Museo de Zoología con una gran colección de aves, mamíferos, y en particular la colección de ostras y caracoles, la más grande y variada del mundo.
- El Museo de Paleontología con cerca de 50 000 restos fósiles, la mayoría de ellos campanos; y un grandioso esqueleto completo de un Allosauro.
- El Museo de Antropología con momias de todo el mundo, entre las que se encuentran algunas de Troya y un esqueleto humano del Paleolítico.
- El Museo de Mineralogía[85] con un total de 3500 ejemplares de minerales y piedras de todo el mundo.

En la rama de astronomía, se puede citar el Observatorio Astronómico de Capodimonte. Inaugurado en 1819, se encuentra en la colina de Capodimonte a 150 metros sobre el nivel del mar. Cuenta con potentes telescopios propios, además de conexión con otros importantes observatorios a nivel mundial, así como colaboraciones en proyectos como el Cassini-Huygens u observaciones a través del Hubble. Es posible visitarlo, reservando con antelación.

## Deportes

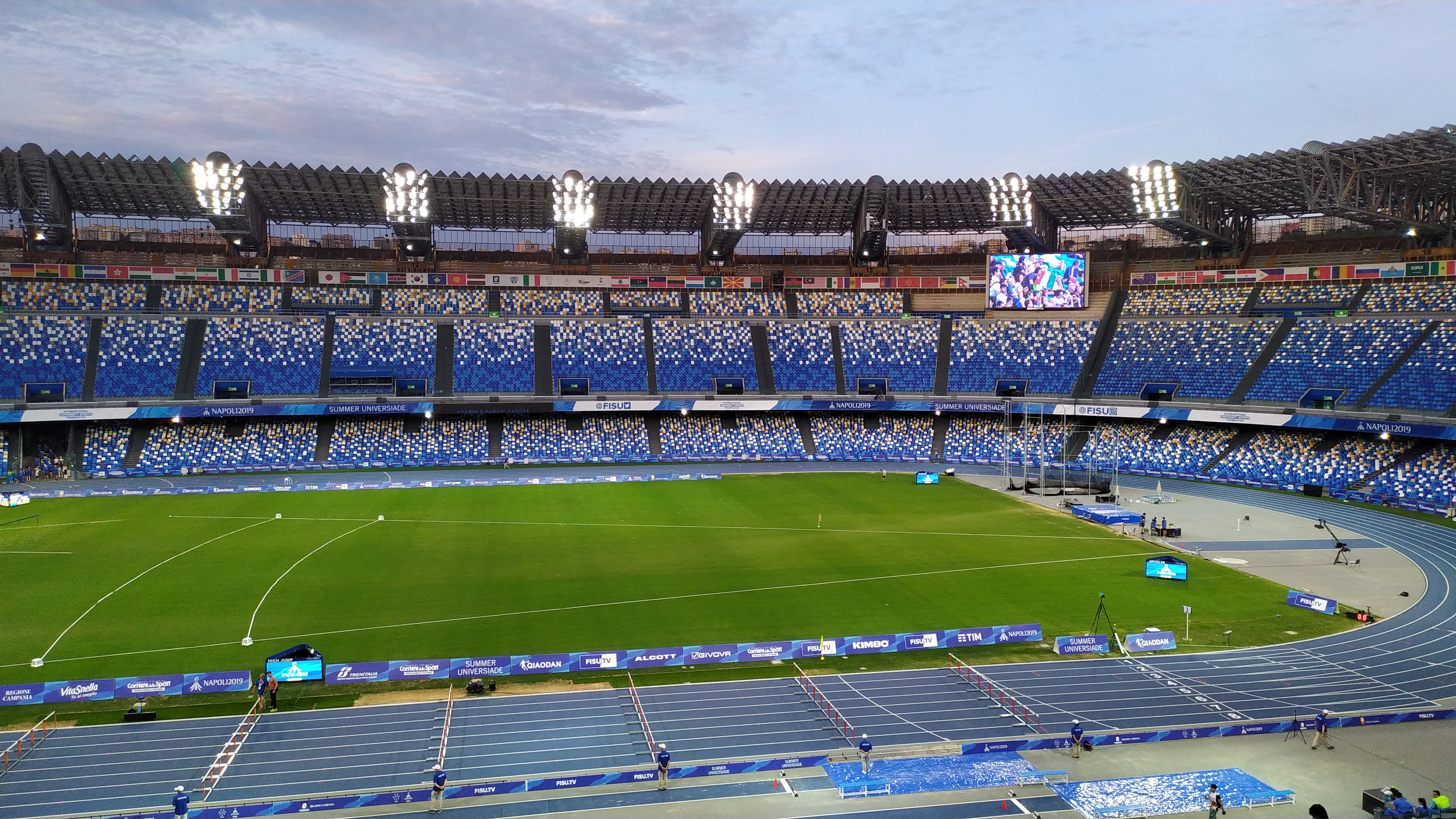
El Estadio Diego Armando Maradona, la principal instalación deportiva de la ciudad.

Como en toda Italia, el deporte más popular en Nápoles es el fútbol. El club principal es el SSC Napoli. A lo largo de su historia, a nivel nacional ganó cuatro Ligas italianas (1986/87, 1989/90, 2022/23 2024/25), seis Copas Italia (1961/62, 1975/76, 1986/87, 2011/12, 2013/14, 2019/20) y dos Supercopas de Italia (1990, 2014); a nivel internacional, una Copa de la UEFA (1988/89), una Copa Intertoto de la UEFA (2008), una Copa de los Alpes (1966) y una Copa de la Liga anglo-italiana (1976). El club alcanzó sus máximos niveles con el argentino Diego Armando Maradona, quien militó en el equipo napolitano desde 1984 a 1991.
El Napoli juega de local en el Stadio Diego Armando Maradona, anteriormente llamado San Paolo. Inaugurado en el 1959, posee ahora por obras una capacidad homologada de 55 000 espectadores y es el cuarto en Italia después del Giuseppe Meazza de Milán, el Olímpico de Roma y el San Nicola de Bari; el campo de juego mide 110x68 m. Este estadio fue una sede de los Juegos Olímpicos de Roma 1960, los Juegos Mediterráneos de 1963, la Eurocopa 1968, la Eurocopa 1980, la Copa Mundial de Fútbol de 1990 y la Universiada de 2019. Muy típicos del fútbol napolitano son los tifosi: la ciudad siempre ofrece a su equipo una hinchada fiel y pasional, con coreografías y cantos perennes.
El principal club de fútbol femenino es el Napoli Femminile, que fue campeón de la Serie A2 2011/12, la Serie B 2007/08, 2019/20 y 2022/23 y la Serie C 2004/05.
El deporte napolitano con el palmarés más amplio es el waterpolo: el Circolo Nautico Posillipo ganó once campeonatos, una Copa de Italia, tres Ligas de Campeones, una Supercopa de Europa, dos Recopas de Europa y una LEN Euro Cup; el Circolo Canottieri Napoli ocho campeonatos, una Copa de Italia y una Liga de Campeones; el Rari Nantes Napoli cinco campeonatos.

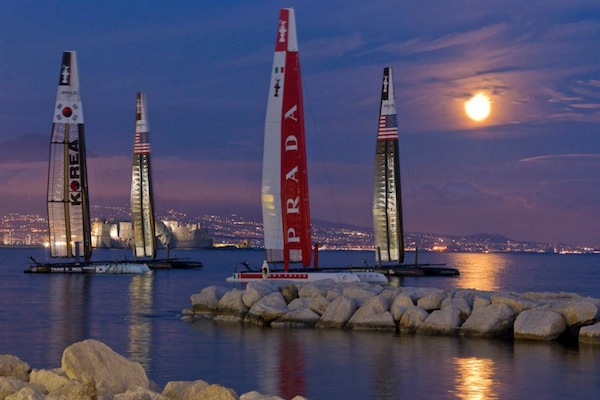
Algunos barcos participantes en la Copa América World Series en las aguas de Nápoles, en 2012. La ciudad será la sede de la Copa América 2027.

Otro deporte muy popular en Nápoles es el baloncesto. Actualmente, el principal club de la ciudad es el Gevi Napoli Basket, que ganó la Copa de Italia 2024, además de las Copas Italia LNP de Serie B 2017 y de Serie A2 2021. En el pasado, el Partenope Napoli ganó la Copa de Italia 1968 y la Recopa de Europa 1970, mientras que el S.S. Basket Napoli logró la Copa de Italia 2006.
En el baloncesto femenino, el desaparecido Guf Napoli se consagró campeón de la liga en 1941. En los años 2000 fue la vez del Napoli Basket Vomero, que ganó la liga 2007, dos Copas de Italia de Serie A2, la Eurocopa 2005 y la Supercopa italiana 2007. El Dike Basket Napoli se consagró campeón de la Copa Italia de Serie A2 femenina en 2014.
La escuela de esgrima es la más antigua del país y la única en Italia donde un tirador puede adquirir el título de "maestro de espadas" y luego enseñar el arte de la esgrima. La final del Mundial suizo de 1998 vio enfrentarse a dos napolitanos, Raffaello Caserta e Luigi Tarantino, mientras que Sandro Cuomo fue medalla de oro en espada en los Juegos Olímpicos de Atlanta 1996.
La sección de Nápoles de tiro es la más galardonada de Italia, teniendo el récord de haber ganado por doce años consecutivos (desde 1996 hasta 2007) el campeonato nacional.
Además, merecen ser mencionados: el Partenope Rugby, que ganó dos campeonatos consecutivos en 1965 y 1966; el Centro Ester Pallavolo, club de voleibol femenino ganador de una Copa CEV y de una Copa de Italia de Serie A2; el Napoli Beach Soccer, que logró la liga 2009; el Briganti Napoli, que consiguió el Silverbowl de fútbol americano en 2009.
Considerable también la cohorte de atletas napolitanos que dieron a Italia títulos europeos, mundiales y olímpicos: los hermanos Giuseppe y Carmine Abbagnale, campeones de remo (siete títulos mundiales y dos oros olímpicos); el boxeador Patrizio Oliva (tres títulos europeos, uno mundial y una medalla de oro en Moscú); el yudoca Giuseppe Maddaloni (dos europeos, una copa del mundo y medalla de oro en Sídney); el nadador Massimiliano Rosolino (siete europeos, un título mundial y oro en Sídney); la lanzadora de peso Assunta Legnante (un título europeo); la joven nadadora Caterina Giacchetti (un europeo).

### Principales instalaciones deportivas
| Estadio                        | Inauguración | Capacidad | Deportes                                         |
| ------------------------------ | ------------ | --------- | ------------------------------------------------ |
| Estadio Diego Armando Maradona | 1959         | 55 000    | Fútbol, atletismo                                |
| Hipódromo de Agnano            | 1935         | 30 000    | Hípica                                           |
| Estadio Arturo Collana         | 1925         | 12 000    | Fútbol, fútbol femenino, rugby, fútbol americano |
| PalaBarbuto                    | 2003         | 5 500     | Baloncesto, voleibol, boxeo                      |
| Piscina Felice Scandone        | 1963         | 4 500     | Waterpolo, natación                              |

| Predecesor: Beirut | Ciudad Mediterránea 1963 | Sucesor: Túnez   |
| Predecesor: Taipéi | Universiadas 2019        | Sucesor: Chengdu |

## Camorra y degradación urbana

### La Camorra
Según las teorías más aceptadas, la mafia napolitana, conocida como Camorra, nació en Campania entre los siglos XVI-XVII, aunque se configuró como organización criminal secreta solo a comienzos del siglo XIX. Se especula con la posibilidad de que su formación se debiera a la falta de interés de la monarquía borbónica en la creación de un Estado bien estructurado, dejando la administración de la justicia y de la seguridad interna en manos de caciques locales y matones. La etimología del término «Camorra» es bastante incierta y se presta a bastantes interpretaciones, pero la más aceptada es la tesis de que «camorra» viene del término dialectal napolitano c'a morra (literalmente con el grupo, en referencia a los grupos callejeros que practicaban el popular juego de la morra, en Nápoles), nombre con el que se individualizaba también a bandas de malhechores que controlaban los juegos de azar y la prostitución en el Reino de Nápoles, desde el 1300 hasta el 1800. Por extensión, el término camorrista ha pasado a ser sinónimo de matón o de pendenciero, de quimerista, y es así que en español "camorra" significa riña, pendencia.
Sus miembros, llamados camorristi, se relacionaron con actividades de contrabando, chantaje (el famoso impuesto o pizzo), soborno, robo y asesinato. Contrariamente a la Mafia siciliana, la Camorra ha estado (salvo casos esporádicos) alejada de la política y las fuerzas armadas; solo con Fernando IV y Francisco II de las Dos Sicilias tuvo una tímida tentativa de colaborar, pero a la larga no reportó beneficios para ninguna de las dos partes. La Camorra prosperó durante los desórdenes que se produjeron en Italia en la lucha por la unificación italiana: la organización se alió con las fuerzas del nacionalista italiano Giuseppe Garibaldi y contribuyó a expulsar a la casa reinante, los Borbones, del país. En el período que siguió a la unificación de Italia (1861), se llevó a cabo un breve e infructuoso intento de emplear a los camorristi en el cuerpo de policía. El poder de la Camorra se debilitó enormemente cuando sus miembros fueron acusados de asesinato y llevados a juicio en 1911. Esta asociación fue casi eliminada en 1922 por el gobierno fascista de Benito Mussolini.
Otra diferencia significativa con la Mafia siciliana es la falta relativa de jerarquía en los escalafones más altos, aunque en los años 1970 y 1990 se sucedieron los intentos de jerarquizar la Camorra, siendo su impulsor el capo Raffaele Cutolo, fundador de la Nuova Camorra Organizzata. A comienzos del siglo XXI, la Camorra se caracteriza por su elevada fragmentación, lo que lleva a numerosos enfrentamientos entre las familias criminales por la sucesión en sus mandos y la conquista de áreas de influencia. 2004 fue el año más virulento con 139 muertos en la "guerra de Scampia", barrio que en ese entonces se consideraba como el hipermercado de la droga más importante de Europa (título que luego dado al barrio Rogoredo de Milán).

### Degradación urbana
Los dos barrios con más presencia camorrística son indiscutiblemente Scampìa y Secondigliano, situados en el extrarradio norte de la ciudad y construidos con notables deficiencias en transporte y servicios. En un principio, Secondigliano se planificó desde cero con base en los principios de la arquitectura fascista, como un nuevo distrito de la ciudad. Pero el distrito n.º 15 se desarrolló principalmente después del terremoto de Irpinia que sacudió toda la Campania, provocando casi 3000 muertos y la construcción de 150 000 viviendas para los afectados. Inmediatamente después del sismo, el barrio recibió 17 000 personas en condiciones muy precarias y la boyante actividad constructora subsiguiente benefició enormemente a la Camorra, que pasó a controlar en la práctica el territorio, nutriendo a sus habitantes con los beneficios del narcotráfico y el contrabando, muy afectados por el desempleo y el abandono escolar.
En 2008, la película italiana Gomorra, de Matteo Garrone, trata los diferentes problemas de la ciudad causados por la mafia, incluido el índice fuerte de criminalidad, en gran parte causado por la guerra de los clanes, así como la corrupción muy presente en el seno de los elegidos locales.
Entre 1994 y 2012, en la ciudad y en el resto de la región Campania existió un estado de emergencia relativo a la gestión de basuras, también controlada en parte por la Camorra, con graves carencias de vertederos e incineradoras, además de frecuentes huelgas en el servicio de recogida. A principios de 2008, tanto la ciudad como el área metropolitana sufrieron la interrupción del servicio de recogida al colmarse los vertederos. La solución fue la reapertura de algunos vertederos de la periferia anteriormente clausurados y la construcción obligatoria de incineradoras. La reapertura de estos vertederos fue enérgicamente rechazada por vecinos, por lo que para llevarla a cabo tuvo que intervenir la policía. Otras consecuencias indeseada fue la quema indiscriminada de la basura amontonada en las calles, con la consiguiente de emisión de dioxinas y la costosa exportación de basura a Alemania y a otras regiones italianas.
Todos estos problemas han trascendido fuertemente a través de los medios de comunicación, creando una imagen muy negativa de la ciudad y del sur de Italia en general. Las instituciones y ciertas figuras notables hacen hincapié en lo injusto del cliché, muy arraigado en las regiones norteñas del país, y que tiende a predominar sobre otros muchos aspectos positivos de la ciudad y sus habitantes.

## Ciudades hermanadas
- Acapulco (México)
- Asunción (Paraguay)
- Bakú (Azerbaiyán)
- Buenos Aires (Argentina)
- Calcuta (India)
- Caracas (Venezuela)
- Cartagena de Indias (Colombia)
- Esmirna (Turquía)
- Gafsa (Túnez)
- Kagoshima (Japón)
- Le Mans (Francia)
- Madrid (España)
- Mendoza (Argentina)
- Montpellier (Francia)
- Montevideo (Uruguay)
- Nablús (Palestina)
- Salvador de Bahía (Brasil)
- Sarajevo (Bosnia y Herzegovina)
- Valencia (Venezuela)
- Zhengzhou (China)
- Trípoli (Libia)